# Android (hệ điều hành)
Android là một hệ điều hành dựa trên nền tảng Linux được thiết kế dành cho các thiết bị di động có màn hình cảm ứng như điện thoại thông minh và máy tính bảng. Ban đầu, Android được phát triển bởi Android Inc. với sự hỗ trợ tài chính từ Google và sau này được chính Google mua lại vào năm 2005.
Android ra mắt vào năm 2007 cùng với tuyên bố thành lập Liên minh thiết bị cầm tay mở: một hiệp hội gồm các công ty phần cứng, phần mềm, và viễn thông với mục tiêu đẩy mạnh các tiêu chuẩn mở cho các thiết bị di động. Chiếc điện thoại đầu tiên chạy Android được bán vào năm 2008.
Android có mã nguồn mở và Google phát hành mã nguồn theo Giấy phép Apache. Chính mã nguồn mở cùng với một giấy phép không có nhiều ràng buộc đã cho phép các nhà phát triển thiết bị, mạng di động và các lập trình viên nhiệt huyết được điều chỉnh và phân phối Android một cách tự do. Ngoài ra, Android còn có một cộng đồng lập trình viên đông đảo chuyên viết các ứng dụng để mở rộng chức năng của thiết bị, bằng một loại ngôn ngữ lập trình Java có sửa đổi. Tháng 10 năm 2012, có khoảng 700.000 ứng dụng trên Android, và số lượt tải ứng dụng từ Google Play, cửa hàng ứng dụng chính của Android, ước tính khoảng 25 tỷ lượt.
Những yếu tố này đã giúp Android trở thành nền tảng điện thoại thông minh phổ biến nhất thế giới, vượt qua Symbian OS vào quý 4 năm 2010, và được các công ty công nghệ lựa chọn khi họ cần một hệ điều hành không nặng nề, có khả năng tinh chỉnh, và giá rẻ chạy trên các thiết bị công nghệ cao thay vì tạo dựng từ đầu. Kết quả là mặc dù được thiết kế để chạy trên điện thoại và máy tính bảng, Android đã xuất hiện trên TV, máy chơi game và các thiết bị điện tử khác. Bản chất mở của Android cũng khích lệ một đội ngũ đông đảo lập trình viên và những người đam mê sử dụng mã nguồn mở để tạo ra những dự án do cộng đồng quản lý. Những dự án này bổ sung các tính năng cao cấp cho những người dùng thích tìm tòi hoặc đưa Android vào các thiết bị ban đầu chạy hệ điều hành khác.
Android chiếm 87,7% thị phần điện thoại thông minh trên toàn thế giới vào thời điểm quý 2 năm 2017, với tổng cộng 2 tỷ thiết bị đã được kích hoạt và 1,3 triệu lượt kích hoạt mỗi ngày. Sự thành công của hệ điều hành cũng khiến nó trở thành mục tiêu trong các vụ kiện liên quan đến bằng phát minh, góp mặt trong cái gọi là "cuộc chiến điện thoại thông minh" giữa các công ty công nghệ.
Từ năm 2011, Android đã là hệ điều hành bán chạy nhất trên toàn cầu trên điện thoại thông minh và từ năm 2013 trên máy tính bảng. Tính đến  tháng 5 năm 2021, nó có hơn ba tỷ người dùng hàng tháng, là hệ điều hành có cài đặt nhiều nhất trên thế giới, và tính đến  tháng 1 năm 2021, Cửa hàng Google Play có hơn 3 triệu ứng dụng. Android 13, được phát hành vào ngày 15 tháng 8 năm 2022, là phiên bản mới nhất, và phiên bản Android 12.1/12L mới nhất bao gồm những cải tiến đặc biệt cho điện thoại gập, máy tính bảng, màn hình có kích thước lớn như máy tính để bàn 1080p và Chromebook.

## Lịch sử
Android, Inc. được thành lập tại Palo Alto, California vào tháng 10 năm 2003 bởi Andy Rubin (đồng sáng lập công ty Danger), Rich Miner (đồng sáng lập Tổng công ty Viễn thông Wildfire), Nick Sears (từng là Phó giám đốc T-Mobile), và Chris White (trưởng thiết kế và giao diện tại WebTV) để phát triển, theo lời của Rubin, "các thiết bị di động thông minh hơn có thể biết được vị trí và sở thích của người dùng". Dù những người thành lập và nhân viên đều là những người có tiếng tăm, Android, Inc. hoạt động một cách âm thầm, chỉ tiết lộ rằng họ đang làm phần mềm dành cho điện thoại di động. Trong năm đó, Rubin hết kinh phí. Steve Perlman, một người bạn thân của Rubin, mang cho ông 10.000 USD tiền mặt nhưng từ chối tham gia vào công ty.
Google mua lại Android, Inc. vào ngày 17 tháng 8 năm 2005, biến nó thành một bộ phận trực thuộc Google. Những nhân viên của chủ chốt của Android, Inc., gồm Rubin, Miner và White, vẫn tiếp tục ở lại công ty làm việc sau thương vụ này. Vào thời điểm đó không có nhiều thông tin về công ty, nhưng nhiều người đồn đoán rằng Google dự tính tham gia thị trường điện thoại di động sau bước đi này. Tại Google, nhóm do Rubin đứng đầu đã phát triển một nền tảng thiết bị di động phát triển trên nền nhân Linux. Google quảng bá nền tảng này cho các nhà sản xuất điện thoại và các nhà mạng với lời hứa sẽ cung cấp một hệ thống uyển chuyển và có khả năng nâng cấp. Google đã liên hệ với hàng loạt hãng phần cứng cũng như đối tác phần mềm, bắn tin cho các nhà mạng rằng họ sẵn sàng hợp tác với các cấp độ khác nhau.
Ngày càng nhiều suy đoán rằng Google sẽ tham gia thị trường điện thoại di động kể từ tháng 12 năm 2006. Tin tức của BBC và Nhật báo phố Wall chú thích rằng Google muốn đưa công nghệ tìm kiếm và các ứng dụng của họ vào điện thoại di động và họ đang nỗ lực làm việc để thực hiện điều này. Các phương tiện truyền thông truyền thống lẫn online cũng viết về tin đồn rằng Google đang phát triển một thiết bị cầm tay mang thương hiệu Google. Một vài tờ báo còn nói rằng trong khi Google vẫn đang thực hiện những bản mô tả kỹ thuật chi tiết, họ đã trình diễn sản phẩm mẫu cho các nhà sản xuất điện thoại di động và nhà mạng. Tháng 9 năm 2007, InformationWeek đăng tải một nghiên cứu của Evalueserve cho biết Google đã nộp một số đơn xin cấp bằng sáng chế trong lĩnh vực điện thoại di động.
Ngày 5 tháng 11 năm 2007, Liên minh thiết bị cầm tay mở (Open Handset Alliance), một hiệp hội bao gồm nhiều công ty trong đó có Texas Instruments, Tập đoàn Broadcom, Google, HTC, Intel, LG, Tập đoàn Marvell Technology, Motorola, Nvidia, Qualcomm, Samsung Electronics, Sprint Nextel và T-Mobile được thành lập với mục đích phát triển các tiêu chuẩn mở cho thiết bị di động. Cùng ngày, Android cũng được ra mắt với vai trò là sản phẩm đầu tiên của Liên minh, một nền tảng thiết bị di động được xây dựng trên nhân Linux phiên bản 2.6. Chiếc điện thoại chạy Android đầu tiên được bán ra là HTC Dream, phát hành ngày 22 tháng 10 năm 2008. Biểu trưng của hệ điều hành Android mới là một con robot màu xanh lá cây do hãng thiết kế Irina Blok tại California vẽ.
Từ năm 2008, Android đã trải qua nhiều lần cập nhật để dần dần cải tiến hệ điều hành, bổ sung các tính năng mới và sửa các lỗi trong những lần phát hành trước. Mỗi bản nâng cấp được đặt tên lần lượt theo thứ tự bảng chữ cái, theo tên của một món ăn tráng miệng; ví dụ như phiên bản 1.5 Cupcake (bánh bông lan nhỏ có kem) tiếp nối bằng phiên bản 1.6. Phiên bản mới nhất hiện nay là Android 13, ra mắt vào tháng 8 năm 2022. Vào năm 2010, Google ra mắt loạt thiết bị Nexus—một dòng sản phẩm bao gồm điện thoại thông minh và máy tính bảng chạy hệ điều hành Android, do các đối tác phần cứng sản xuất. HTC đã hợp tác với Google trong chiếc điện thoại thông minh Nexus đầu tiên, Nexus One. Kể từ đó nhiều thiết bị mới hơn đã gia nhập vào dòng sản phẩm này, như điện thoại Nexus 4 và máy tính bảng Nexus 10, lần lượt do LG và Samsung sản xuất. Google xem điện thoại và máy tính bảng Nexus là những thiết bị Android chủ lực của mình, với những tính năng phần cứng và phần mềm mới nhất của Android.
Năm 2010, Google ra mắt dòng sản phẩm Nexus, một loạt thiết bị mà Google hợp tác với các nhà sản xuất thiết bị khác nhau để sản xuất các thiết bị mới và giới thiệu các phiên bản Android mới. Dòng sản phẩm này được mô tả là đã "đóng vai trò then chốt trong lịch sử của Android bằng việc giới thiệu các phiên bản phần mềm và tiêu chuẩn phần cứng mới trên toàn bộ hệ thống" và trở nên nổi tiếng với phần mềm "không quá nhiều chức năng" và "cập nhật kịp thời". Tại hội nghị phát triển Google I/O vào tháng 5 năm 2013, Google công bố một phiên bản đặc biệt của Samsung Galaxy S4, trong đó thay vì sử dụng phiên bản tùy chỉnh Android của Samsung, điện thoại chạy "stock Android" và hứa hẹn sẽ nhận được các cập nhật hệ thống mới nhanh chóng. Thiết bị này trở thành khởi đầu của chương trình Google Play edition, và được tiếp tục bởi các thiết bị khác, bao gồm phiên bản Google Play edition của HTC One, và Moto G Google Play edition. Năm 2015, Ars Technica viết rằng "Đầu tuần này, các điện thoại Android phiên bản Google Play edition cuối cùng trong cửa hàng trực tuyến của Google đã được liệt kê là "không còn bán" và "Bây giờ chúng đã biến mất, và có vẻ như chương trình đã kết thúc hoàn toàn."

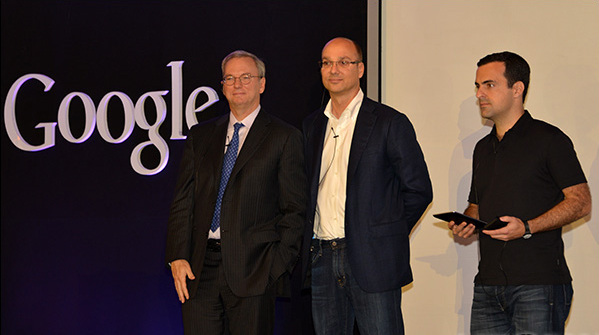
Eric Schmidt, Andy Rubin và Hugo Barra tại cuộc họp báo năm 2012 thông báo về máy tính bảng Nexus 7 của Google

Từ năm 2008 đến 2013, Hugo Barra đã đảm nhận vai trò người phát ngôn sản phẩm, đại diện cho Android tại các cuộc họp báo và Google I/O, hội nghị hàng năm dành cho nhà phát triển của Google. Ông rời khỏi Google vào tháng 8 năm 2013 để gia nhập hãng điện thoại Trung Quốc Xiaomi. Chưa đầy sáu tháng trước đó, Larry Page, khi đó là CEO của Google, thông báo trong một bài đăng trên blog rằng Andy Rubin đã chuyển từ bộ phận Android để đảm nhận các dự án mới tại Google, và Sundar Pichai sẽ trở thành người đứng đầu Android mới. Pichai sau đó cũng thay đổi vị trí, trở thành CEO mới của Google vào tháng 8 năm 2015 sau khi công ty tái cơ cấu thành tập đoàn Alphabet, khiến Hiroshi Lockheimer trở thành người đứng đầu Android mới.
Trên Android 4.4 Kit Kat, quyền truy cập viết chung vào thẻ nhớ MicroSD đã bị khóa đối với các ứng dụng cài đặt bởi người dùng, chỉ có thể ghi vào các thư mục chuyên dụng với tên gói tương ứng, nằm trong đường dẫn Android/data/. Quyền truy cập viết đã được khôi phục trong Android 5 Lollipop thông qua Google Storage Access Framework interface không tương thích ngược.
Vào tháng 6 năm 2014, Google công bố Android One, một bộ "mô hình tham chiếu phần cứng" giúp "cho phép [nhà sản xuất thiết bị] dễ dàng tạo ra điện thoại chất lượng cao với giá thấp", được thiết kế dành cho người tiêu dùng ở các nước đang phát triển.
 Vào tháng 9, Google công bố bộ điện thoại Android One đầu tiên sẽ ra mắt tại Ấn Độ. Tuy nhiên, Recode đưa tin vào tháng 6 năm 2015 rằng dự án này "thất bại", trích dẫn "người tiêu dùng và các đối tác sản xuất không chịu tham gia" và "những lần lỡ tay của công ty tìm kiếm chưa từng thành công với phần cứng". Kế hoạch tái khởi động Android One nổi lên vào tháng 8 năm 2015, và một tuần sau đó, châu Phi được công bố là địa điểm tiếp theo cho chương trình này. Một báo cáo từ The Information vào tháng 1 năm 2017 cho biết Google đang mở rộng chương trình Android One giá rẻ tới Hoa Kỳ, mặc dù The Verge cho biết rằng công ty có thể sẽ không sản xuất các thiết bị thực tế. Google giới thiệu các điện thoại thông minh Pixel và Pixel XL vào tháng 10 năm 2016, được tiếp thị là những chiếc điện thoại đầu tiên do Google sản xuất, và được trang bị các tính năng phần mềm đặc biệt, chẳng hạn như Trợ lý Google, trước khi được phổ biến rộng rãi. Các điện thoại Pixel đã thay thế dòng Nexus, và thế hệ mới của điện thoại Pixel được ra mắt vào tháng 10 năm 2017.
Vào tháng 5 năm 2019, hệ điều hành Android đã vướng vào cuộc chiến thương mại giữa Trung Quốc và Hoa Kỳ liên quan đến Huawei, một công ty công nghệ khác, đã trở nên phụ thuộc vào việc truy cập vào nền tảng Android. Vào mùa hè năm 2019, Huawei thông báo rằng họ sẽ tạo ra một hệ điều hành thay thế cho Android được biết đến với tên gọi Harmony OS, và đã đăng ký quyền sở hữu trí tuệ tại các thị trường toàn cầu chính. Dưới các lệnh trừng phạt như vậy, Huawei có kế hoạch dài hạn để thay thế Android vào năm 2022 bằng hệ điều hành mới này, vì Harmony OS ban đầu được thiết kế cho các thiết bị mạng lưới các vật liệu kết nối (internet of things), chứ không phải cho điện thoại thông minh và máy tính bảng.
Vào ngày 22 tháng 8, 2019, thông báo rằng Android "Q" sẽ chính thức được đặt tên là Android 10, chấm dứt việc đặt tên các phiên bản chính sau các loại món tráng miệng. Google cho biết rằng những tên này không "bao hàm" cho người dùng quốc tế (do những món ăn trên không được biết đến quốc tế, hoặc khó để phát âm trong một số ngôn ngữ). Cùng ngày đó, Android Police đưa tin rằng Google đã thuê chế tác một tượng điêu khắc số "10" khổng lồ để đặt trong sảnh của văn phòng mới của các nhà phát triển. Android 10 được phát hành vào ngày 3 tháng 9, 2019, trước tiên dành cho điện thoại Google Pixel.
Vào cuối năm 2021, một số người dùng báo cáo rằng họ không thể gọi các dịch vụ khẩn cấp. Vấn đề này là do sự kết hợp của các lỗi trên Android và ứng dụng Microsoft Teams; cả hai công ty đã phát hành các bản cập nhật để khắc phục vấn đề.

## Mô tả

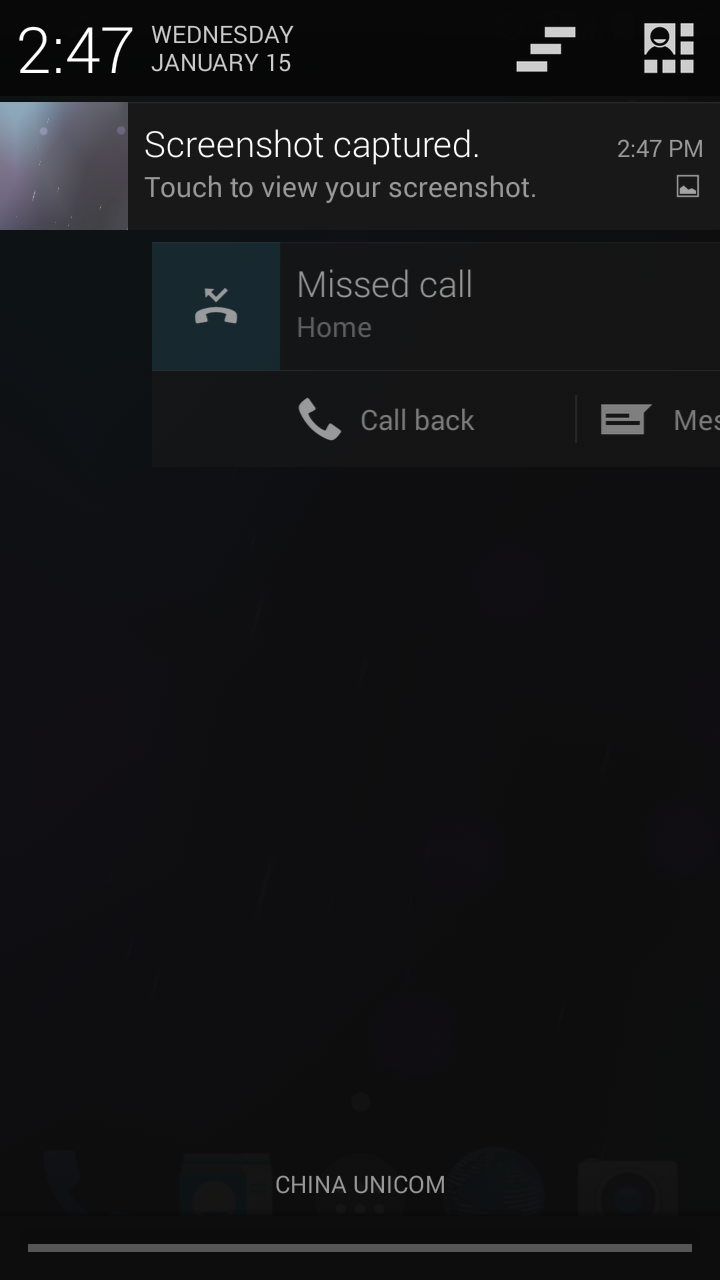
Thanh thông báo được kích hoạt khi trượt từ cạnh trên màn hình; các thông báo có thể được xoá đi bằng cách trượt sang 2 bên và có thể thêm một vài chức năng khác (như thông báo "Cuộc gọi nhỡ" (Missed call) ở trên)

### Giao diện
Giao diện người dùng của Android dựa trên nguyên tắc tác động trực tiếp, sử dụng cảm ứng chạm tương tự như những động tác ngoài đời thực như vuốt, chạm, kéo giãn và thu lại để xử lý các đối tượng trên màn hình. Sự phản ứng với tác động của người dùng diễn ra gần như ngay lập tức, nhằm tạo ra giao diện cảm ứng mượt mà, thường dùng tính năng rung của thiết bị để tạo phản hồi rung cho người dùng. Những thiết bị phần cứng bên trong như gia tốc kế, con quay hồi chuyển và cảm biến khoảng cách được một số ứng dụng sử dụng để phản hồi một số hành động khác của người dùng, ví dụ như điều chỉnh màn hình từ chế độ hiển thị dọc sang chế độ hiển thị ngang tùy theo vị trí của thiết bị, hoặc cho phép người dùng lái xe đua bằng xoay thiết bị, giống như đang điều khiển vô-lăng.
Các thiết bị Android sau khi khởi động sẽ hiển thị màn hình chính, điểm khởi đầu với các thông tin chính trên thiết bị, tương tự như khái niệm desktop (bàn làm việc) trên máy tính để bàn. Màn hình chính Android thường gồm nhiều biểu tượng (icon) và tiện ích (widget); biểu tượng ứng dụng sẽ mở ứng dụng tương ứng, còn tiện ích hiển thị những nội dung sống động, cập nhật tự động như dự báo thời tiết, hộp thư của người dùng, hoặc những mẩu tin thời sự ngay trên màn hình chính. Màn hình chính có thể gồm nhiều trang xem được bằng cách vuốt ra trước hoặc sau, mặc dù giao diện màn hình chính của Android có thể tùy chỉnh ở mức cao, cho phép người dùng tự do sắp đặt hình dáng cũng như hành vi của thiết bị theo sở thích. Những ứng dụng do các hãng thứ ba có trên Google Play và các kho ứng dụng khác còn cho phép người dùng thay đổi "chủ đề" của màn hình chính, thậm chí bắt chước hình dáng của hệ điều hành khác như Windows Phone chẳng hạn. Phần lớn những nhà sản xuất, và một số nhà mạng, thực hiện thay đổi hình dáng và hành vi của các thiết bị Android của họ để phân biệt với các hãng cạnh tranh.
Ở phía trên cùng màn hình là thanh trạng thái, hiển thị thông tin về thiết bị và tình trạng kết nối. Thanh trạng thái này có thể "kéo" xuống để xem màn hình thông báo gồm thông tin quan trọng hoặc cập nhật của các ứng dụng, như email hay tin nhắn SMS mới nhận, mà không làm gián đoạn hoặc khiến người dùng cảm thấy bất tiện. Trong các phiên bản đời đầu, người dùng có thể nhấn vào thông báo để mở ra ứng dụng tương ứng, về sau này các thông tin cập nhật được bổ sung thêm tính năng, như có khả năng lập tức gọi ngược lại khi có cuộc gọi nhỡ mà không cần phải mở ứng dụng gọi điện ra. Thông báo sẽ luôn nằm đó cho đến khi người dùng đã đọc hoặc xóa nó đi.

### Ứng dụng
Android có lượng ứng dụng của bên thứ ba ngày càng nhiều, được chọn lọc và đặt trên một cửa hàng ứng dụng như Google Play hay Amazon Appstore để người dùng lấy về, hoặc bằng cách tải xuống rồi cài đặt tập tin ''APK'' từ trang web khác. Các ứng dụng trên Play Store cho phép người dùng duyệt, tải về và cập nhật các ứng dụng do Google và các nhà phát triển thứ ba phát hành. Play Store được cài đặt sẵn trên các thiết bị thỏa mãn điều kiện tương thích của Google. Ứng dụng sẽ tự động lọc ra một danh sách các ứng dụng tương thích với thiết bị của người dùng, và nhà phát triển có thể giới hạn ứng dụng của họ chỉ dành cho những nhà mạng cố định hoặc những quốc gia cố định vì lý do kinh doanh. Nếu người dùng mua một ứng dụng mà họ cảm thấy không thích, họ được hoàn trả tiền sau 15 phút kể từ lúc tải về, và một vài nhà mạng còn có khả năng mua giúp các ứng dụng trên Google Play, sau đó tính tiền vào trong hóa đơn sử dụng hàng tháng của người dùng. Đến tháng 9 năm 2012, có hơn 675.000 ứng dụng dành cho Android, và số lượng ứng dụng tải về từ Play Store ước tính đạt 25 tỷ.
Các ứng dụng cho Android được phát triển bằng ngôn ngữ Java sử dụng Bộ phát triển phần mềm Android (SDK). SDK bao gồm một bộ đầy đủ các công cụ dùng để phát triển, gồm có công cụ gỡ lỗi, thư viện phần mềm, bộ giả lập điện thoại dựa trên QEMU, tài liệu hướng dẫn, mã nguồn mẫu, và hướng dẫn từng bước. Môi trường phát triển tích hợp (IDE) được hỗ trợ chính thức là Eclipse sử dụng phần bổ sung Android Development Tools (ADT). Các công cụ phát triển khác cũng có sẵn, gồm có Bộ phát triển gốc dành cho các ứng dụng hoặc phần mở rộng viết bằng C hoặc C++, Google App Inventor, một môi trường đồ họa cho những nhà lập trình mới bắt đầu, và nhiều nền tảng ứng dụng web di động đa nền tảng phong phú.
Để vượt qua những hạn chế khi tiếp cận các dịch vụ của Google do sự Kiểm duyệt Internet tại Cộng hòa Nhân dân Trung Hoa, các thiết bị Android bán tại Trung Quốc lục địa thường được điều chỉnh chỉ được sử dụng dịch vụ đã được duyệt.

### Bộ nhớ
Bộ nhớ của các thiết bị Android có thể được mở rộng bằng các thiết bị phụ như thẻ SD. Android nhận dạng hai loại bộ nhớ phụ: bộ nhớ di động (được sử dụng theo mặc định) và bộ nhớ có thể áp dụng. Bộ nhớ di động được coi là một thiết bị lưu trữ bên ngoài. Bộ nhớ có thể áp dụng, được giới thiệu trên Android 6.0, cho phép bộ nhớ trong của thiết bị được mở rộng bằng thẻ SD, coi nó như một phần mở rộng của bộ nhớ trong. Điều này có nhược điểm là ngăn không cho thẻ nhớ được sử dụng với thiết bị khác trừ khi nó được định dạng lại.
Android 4.4 đã giới thiệu Storage Access Framework (SAF), một bộ API để truy cập các tệp trên hệ thống tệp của thiết bị. Kể từ Android 11, Android yêu cầu các ứng dụng phải tuân theo chính sách bảo mật dữ liệu được gọi là scoped storage, theo đó các ứng dụng chỉ có thể tự động truy cập vào một số thư mục nhất định (chẳng hạn như thư mục dành cho hình ảnh, nhạc và video) và các thư mục dành riêng cho ứng dụng mà chúng đã tạo. Các ứng dụng được yêu cầu sử dụng SAF để truy cập vào bất kỳ phần nào khác của hệ thống tệp.

### Quản lý bộ nhớ
Vì các thiết bị Android thường chạy bằng pin nên Android được thiết kế để quản lý các quy trình để giảm thiểu mức tiêu thụ điện năng. Khi ứng dụng không được sử dụng, hệ thống sẽ tạm dừng hoạt động của nó để ứng dụng không sử dụng năng lượng pin hoặc tài nguyên CPU trong khi vẫn sẵn sàng để sử dụng ngay lập tức thay vì đóng. Android tự động quản lý các ứng dụng được lưu trữ trong bộ nhớ: khi bộ nhớ thấp, hệ thống sẽ bắt đầu đóng tự động và không hiển thị các quy trình không hoạt động, bắt đầu với các quy trình đã không hoạt động trong thời gian dài nhất. Lifehacker đã báo cáo vào năm 2011 rằng các ứng dụng diệt tác vụ của bên thứ ba gây hại nhiều hơn lợi.

### Tùy chọn nhà phát triển
Một số cài đặt để sử dụng cho các nhà phát triển để gỡ lỗi và người dùng nâng cao được đặt trong một trình đơn phụ "Tùy chọn nhà phát triển", chẳng hạn như khả năng làm nổi bật các phần cập nhật của màn hình, hiển thị lớp phủ với trạng thái hiện tại của màn hình cảm ứng, hiển thị các điểm chạm có thể sử dụng trong truyền hình màn hình, thông báo cho người dùng về các quy trình nền không phản hồi với tùy chọn kết thúc chúng ("Hiển thị tất cả ANR", nghĩa là "Ứng dụng không phản hồi"), ngăn cản ứng dụng khách âm thanh Bluetooth điều khiển âm lượng hệ thống ("Tắt âm lượng tuyệt đối") và điều chỉnh thời lượng hoạt ảnh chuyển tiếp hoặc tắt hoàn toàn chúng để tăng tốc độ điều hướng.
Tùy chọn nhà phát triển ban đầu bị ẩn từ Android 4.2 "Jelly Bean" trở đi, nhưng có thể được bật bằng cách nhấn vào số hiệu bản dựng của hệ điều hành trong thông tin thiết bị bảy lần. Để ẩn lại tùy chọn nhà phát triển, bạn cần xóa dữ liệu người dùng cho ứng dụng "Cài đặt", có thể đặt lại một số tùy chọn khác.

## Phần cứng
Nền tảng phần cứng chính cho Android là ARM (kiến trúc ARMv7 và ARMv8-A), với kiến trúc x86 và x86-64 cũng được hỗ trợ chính thức trong các phiên bản Android sau này. Dự án Android-x86 không chính thức đã cung cấp hỗ trợ cho kiến trúc x86 trước hỗ trợ chính thức. Kể từ năm 2012, các thiết bị Android với bộ xử lý Intel bắt đầu xuất hiện, bao gồm cả điện thoại và máy tính bảng. Khi có được hỗ trợ cho các nền tảng 64 bit, Android lần đầu tiên được chạy trên x86 64 bit và sau đó là ARM64. Một phiên bản thử nghiệm không chính thức của hệ điều hành cho kiến trúc RISC-V đã được phát hành vào năm 2021.
Yêu cầu về lượng RAM tối thiểu cho các thiết bị chạy Android 7.1 dao động từ 2 GB cho phần cứng tốt nhất, xuống đến 1 GB cho màn hình thông dụng nhất. Android hỗ trợ tất cả các phiên bản của OpenGL ES và Vulkan (và phiên bản 1.1 có sẵn cho một số thiết bị).
Các thiết bị Android có nhiều thành phần phần cứng tùy chọn, bao gồm camera chụp ảnh tĩnh hoặc video, GPS, cảm biến hướng, bộ điều khiển trò chơi chuyên dụng, cảm biến gia tốc, con quay hồi chuyển, áp kế, từ kế, cảm biến tiệm cận, cảm biến áp suất, nhiệt kế và màn hình cảm ứng. Một số thành phần phần cứng không bắt buộc, nhưng đã trở thành tiêu chuẩn trong một số loại thiết bị nhất định, chẳng hạn như điện thoại thông minh và các yêu cầu bổ sung được áp dụng nếu chúng có mặt. Một số phần cứng khác ban đầu được yêu cầu, nhưng những yêu cầu đó đã được nới lỏng hoặc loại bỏ hoàn toàn. Ví dụ, khi Android được phát triển ban đầu như một hệ điều hành dành cho điện thoại, phần cứng như micrô là bắt buộc, trong khi theo thời gian, chức năng điện thoại trở thành tùy chọn. Android từng yêu cầu camera tự động lấy nét, nhưng đã được nới lỏng thành camera lấy nét cố định nếu có, vì camera đã bị loại bỏ như một yêu cầu hoàn toàn khi Android bắt đầu được sử dụng trên các hộp giải mã truyền hình.
Ngoài việc chạy trên điện thoại thông minh và máy tính bảng, một số nhà cung cấp cũng chạy Android gốc trên phần cứng PC thông thường với bàn phím và chuột. Ngoài việc có sẵn trên phần cứng thương mại, các phiên bản Android tương thích với phần cứng PC tương tự cũng có sẵn miễn phí từ dự án Android-x86, bao gồm Android 4.4 tùy chỉnh. Bằng cách sử dụng trình giả lập Android có trong Android SDK hoặc trình giả lập của bên thứ ba, Android cũng có thể chạy không gốc trên kiến trúc x86. Các công ty Trung Quốc đang xây dựng một hệ điều hành PC và di động dựa trên Android để "cạnh tranh trực tiếp với Microsoft Windows và Google Android". Viện Hàn lâm Kỹ thuật Trung Quốc lưu ý rằng "hơn một chục" công ty đang tùy chỉnh Android sau lệnh cấm sử dụng Windows 8 trên PC của chính phủ Trung Quốc.

## Phát triển
Android được Google tự phát triển riêng cho đến khi những thay đổi và cập nhật đã hoàn thiện, khi đó mã nguồn mới được công khai. Sau đó, mã nguồn sẽ được cung cấp cho Dự án nguồn mở Android (Android Open Source Project) (AOSP), một sáng kiến nguồn mở do Google dẫn đầu. Mã nguồn này, nếu không sửa đổi, chỉ chạy trên một số thiết bị, thường là thiết bị thuộc dòng Nexus. Có nhiều thiết bị có chứa những thành phần được giữ bản quyền do nhà sản xuất đặt vào thiết bị Android của họ.

### Linux

Sơ đồ kiến trúc

Android có một hạt nhân dựa trên nhân Linux phiên bản 2.6, kể từ Android 4.0 Ice Cream Sandwich (bánh ngọt kẹp kem) trở về sau, là phiên bản 3.x, với middleware, thư viện và API viết bằng C, còn phần mềm ứng dụng chạy trên một nền tảng ứng dụng gồm các thư viện tương thích với Java dựa trên Apache Harmony. Android sử dụng máy ảo Dalvik với một trình biên dịch động để chạy 'mã dex' (Dalvik Executable) của Dalvik, thường được biên dịch sang Java bytecode. Nền tảng phần cứng chính của Android là kiến trúc ARM. Người ta cũng hỗ trợ x86 thông qua dự án Android x86, và Google TV cũng sử dụng một phiên bản x86 đặc biệt của Android.
Nhân Linux dùng cho Android đã được Google thực hiện nhiều thay đổi về kiến trúc so với nhân Linux gốc. Android không có sẵn X Window System cũng không hỗ trợ các thư viện GNU chuẩn, nên việc chuyển các ứng dụng hoặc thư viện Linux có sẵn sang Android rất khó khăn. Các ứng dụng C đơn giản và SDL cũng được hỗ trợ bằng cách chèn những đoạn shim Java và sử dụng tương tự JNI, như khi người ta chuyển Jagged Alliance 2 sang Android.
Một số tính năng cũng được Google đóng góp ngược vào nhân Linux, đáng chú ý là tính năng quản lý nguồn điện có tên wakelock, nhưng bị những người lập trình chính cho nhân từ chối vì họ cảm thấy Google không có ý định sẽ tiếp tục bảo trì đoạn mã do họ viết. Google thông báo vào tháng 4 năm 2010 rằng họ sẽ thuê hai nhân viên để làm việc với cộng đồng nhân Linux, nhưng Greg Kroah-Hartman, người bảo trì nhân Linux hiện tại của nhánh ổn định, đã nói vào tháng 12 năm 2010 rằng ông ta lo ngại rằng Google không còn muốn đưa những thay đổi của mình vào Linux dòng chính nữa. Một số lập trình viên Android của Google tỏ ý rằng "nhóm Android thấy chán với quy trình đó," vì nhóm họ không có nhiều người và có nhiều việc khẩn cấp cần làm với Android hơn.
Tháng 8 năm 2011, Linus Torvalds nói rằng "rốt cuộc thì Android và Linux cũng sẽ trở lại với một bộ nhân chung, nhưng điều đó có thể sẽ không xảy ra trong 4 hoặc 5 năm nữa". Tháng 12 năm 2011, Greg Kroah-Hartman thông báo kích hoạt Android Mainlining Project, nhắm tới việc đưa một số driver, bản vá và tính năng của Android ngược vào nhân Linux, bắt đầu từ Linux 3.3. Linux cũng đưa tính năng autosleep (tự nghỉ hoạt động) và wakelocks vào nhân 3.5, sau nhiều nỗ lực phối trộn trước đó. Tương tác thì vẫn vậy nhưng bản hiện thực trên Linux dòng chính cho phép hai chế độ nghỉ: bộ nhớ (dạng nghỉ truyền thống mà Android sử dụng), và đĩa (là ngủ đông trên máy tính để bàn). Việc trộn sẽ hoàn tất kể từ nhân 3.8, Google đã công khai kho mã nguồn trong đó có những đoạn thử nghiệm đưa Android về lại nhân 3.8.
Bộ nhớ flash trên các thiết bị Android được chia thành nhiều phân vùng, như "/system" dành cho hệ điều hành và "/data" dành cho dữ liệu người dùng và cài đặt ứng dụng. Khác với các bản phân phối Linux cho máy tính để bàn, người sở hữu thiết bị Android không được trao quyền truy cập root vào hệ điều hành và các phân vùng nhạy cảm như /system được thiết lập chỉ đọc. Tuy nhiên, quyền truy cập root có thể chiếm được bằng cách tận dụng những lỗ hổng bảo mật trong Android, điều mà cộng đồng mã nguồn mở thường xuyên sử dụng để nâng cao tính năng thiết bị của họ, kể cả bị những người ác ý sử dụng để cài virus và phần mềm ác ý.
Việc Android có được xem là một bản phân phối Linux hay không vẫn còn là vấn đề gây tranh cãi, tuy được Linux Foundation và Chris DiBona, trưởng nhóm mã nguồn mở Google, ủng hộ. Một số khác, như linux-magazine.com thì không đồng ý, do Android không hỗ trợ nhiều công cụ GNU, trong đó có glibc.

### Lịch cập nhật

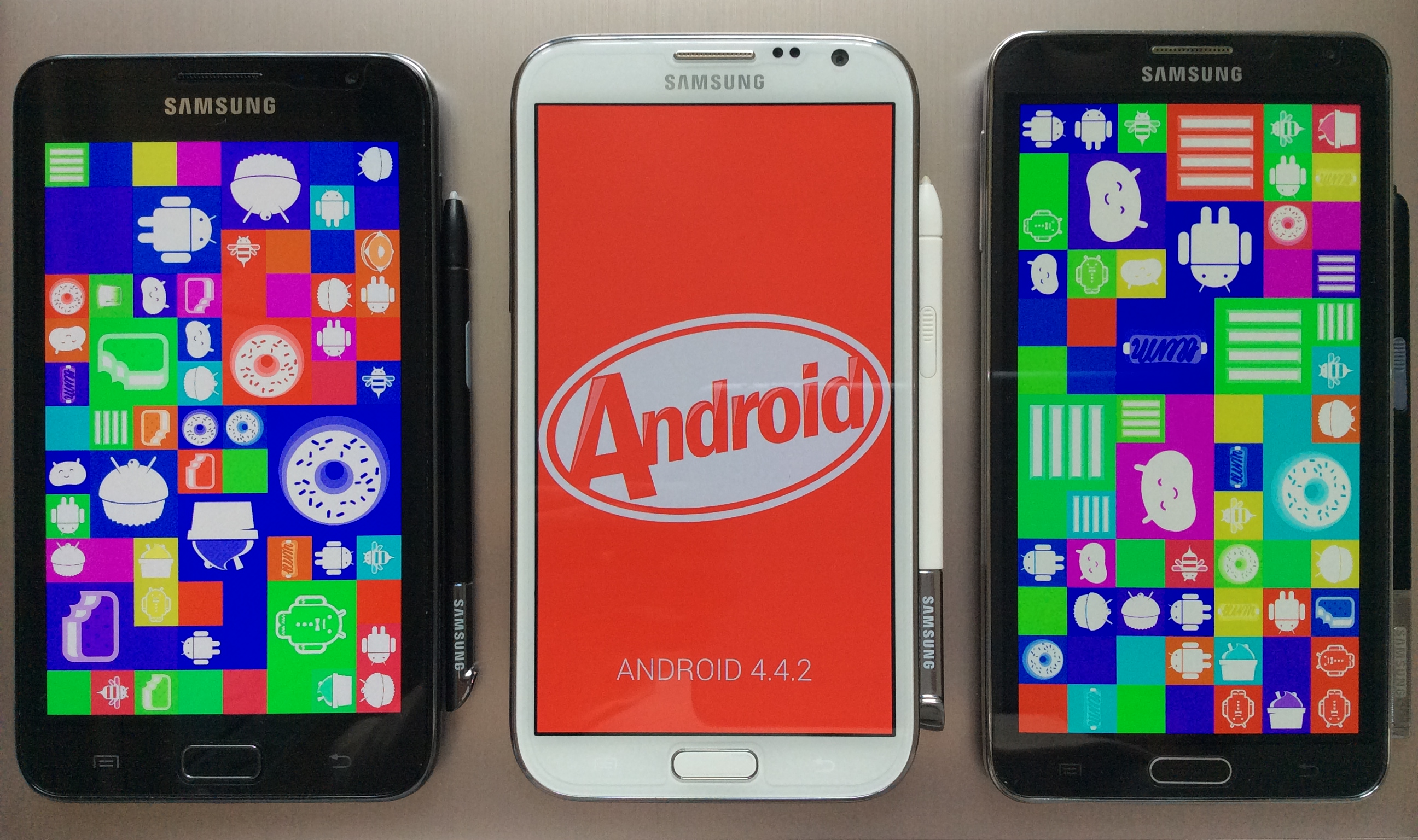
Android 4.4 KitKat.

Google đưa ra các bản cập nhật lớn cho Android theo chu kỳ từ 6 đến 9 tháng, mà phần lớn thiết bị đều có thể nhận được qua sóng không dây. Bản cập nhật lớn mới nhất là Android 14. Tuy nhiên,Google đã công bố hệ điều hành Android 15 phiên bản xem trước dành cho các nhà phát triển. Theo đó, người dùng các dòng sản phẩm bao gồm Pixel 6, Pixel 7, Pixel 8 cũng như Pixel Fold và Pixel Tablet có thể tải xuống bản cập nhật và cài đặt thủ công trên thiết bị.
So với các hệ điều hành cạnh tranh khác, như iOS, các bản cập nhật Android thường mất thời gian lâu hơn để đến với các thiết bị. Với những thiết bị không thuộc dòng Nexus và Pixel, các bản cập nhật thường đến sau vài tháng kể từ khi phiên bản được chính thức phát hành. Nguyên nhân của việc này một phần là do sự phong phú về phần cứng của các thiết bị Android, nên người ta phải mất thời gian điều chỉnh bản cập nhật cho phù hợp, vì mã nguồn chính thức của Google chỉ chạy được trên những thiết bị Nexus chủ lực của họ. Chuyển Android sang những phần cứng cụ thể là một quy trình tốn thời gian và công sức của các nhà sản xuất thiết bị, những người luôn ưu tiên các thiết bị mới nhất và thường bỏ rơi các thiết bị cũ hơn. Do đó, những chiếc điện thoại thông minh thế hệ cũ thường không được cập nhật nếu nhà sản xuất quyết định rằng nó không đáng để bỏ thời gian, bất kể chiếc điện thoại đó có khả năng chạy bản cập nhật hay không. Vấn đề này còn trầm trọng hơn khi những nhà sản xuất điều chỉnh Android để đưa giao diện và ứng dụng của họ vào, những thứ này cũng sẽ phải làm lại cho mỗi bản cập nhật. Sự chậm trễ còn được đóng góp bởi nhà mạng, sau khi nhận được bản cập nhật từ nhà sản xuất, họ còn điều chỉnh thêm cho phù hợp với nhu cầu rồi thử nghiệm kỹ lưỡng trên hệ thống mạng của họ trước khi chuyển nó đến người dùng.
Việc thiếu các hỗ trợ hậu mãi của nhà sản xuất và nhà mạng đã bị những nhóm người dùng và các trang tin công nghệ chỉ trích rất nhiều. Một số người viết còn nói rằng giới công nghiệp do cái lợi về tài chính đã cố tình không cập nhật thiết bị, vì nếu thiết bị hiện tại không cập nhật sẽ thúc đẩy việc mua thiết bị mới, một thái độ được coi là "xúc phạm". The Guardian đã than phiền rằng phương cách phân phối bản cập nhật trở nên phức tạp chính vì những nhà sản xuất và nhà mạng đã cố tình làm nó như thế. Vào năm 2011, Google đã hợp tác cùng một số hãng công nghiệp và ra mắt "Liên minh Cập nhật Android", với lời hứa sẽ cập nhật thường xuyên cho các thiết bị trong vòng 18 tháng sau khi ra mắt. Tính đến năm 2012, người ta không còn nghe nhắc đến liên minh này nữa.

### Cộng đồng mã nguồn mở
Android có một cộng đồng các lập trình viên và những người đam mê rất năng động. Họ sử dụng mã nguồn Android để phát triển và phân phối những phiên bản chỉnh sửa của hệ điều hành. Các bản Android do cộng đồng phát triển thường đem những tính năng và cập nhật mới vào nhanh hơn các kênh chính thức của nhà sản xuất/nhà mạng, tuy không được kiểm thử kỹ lưỡng cũng như không có đảm bảo chất lượng; cung cấp sự hỗ trợ liên tục cho các thiết bị cũ không còn nhận được bản cập nhật chính thức; hoặc mang Android vào những thiết bị ban đầu chạy một hệ điều hành khác, như HP Touchpad. Các bản Android của cộng đồng thường được root sẵn và có những điều chỉnh không phù hợp với những người dùng không rành rẽ, như khả năng ép xung hoặc tăng/giảm áp bộ xử lý của thiết bị. CyanogenMod là firmware của cộng đồng được sử dụng phổ biến nhất, và hoạt động như một tổ chức của số đông khác.
Trước đây, nhà sản xuất thiết bị và nhà mạng tỏ ra thiếu thiện chí với việc phát triển firmware của bên thứ ba. Những nhà sản xuất còn thể hiện lo ngại rằng các thiết bị chạy phần mềm không chính thức sẽ hoạt động không tốt và dẫn đến tốn tiền hỗ trợ. Hơn nữa, các firmware đã thay đổi như CyanogenMod đôi khi còn cung cấp những tính năng, như truyền tải mạng (tethering), mà người dùng bình thường phải trả tiền nhà mạng mới được sử dụng. Kết quả là nhiều thiết bị bắt đầu đặt ra hàng rào kỹ thuật như khóa bootloader hay hạn chế quyền truy cập root. Tuy nhiên, khi phần mềm do cộng đồng phát triển ngày càng trở nên phổ biến, và sau một thông cáo của Thư viện Quốc hội Hoa Kỳ cho phép "jailbreak" (vượt ngục) thiết bị di động, các nhà sản xuất và nhà mạng đã tỏ ra mềm mỏng hơn với các nhà phát triển thứ ba, thậm chí một số hãng như HTC, Motorola, Samsung và Sony, còn hỗ trợ và khuyến khích phát triển. Kết quả của việc này là dần dần nhu cầu tìm ra các hạn chế phần cứng để cài đặt được firmware không chính thức đã bớt đi do ngày càng nhiều thiết bị được phát hành với bootloader đã mở khóa sẵn hoặc có thể mở khóa, tương tự như điện thoại dòng Nexus, tuy rằng thông thường họ sẽ yêu cầu người dùng từ bỏ chế độ bảo hành nếu họ làm như vậy. Tuy nhiên, tuy được sự chấp thuận của nhà sản xuất, một số nhà mạng tại Mỹ vẫn bắt buộc điện thoại phải bị khóa.
Việc mở khóa và "hack" điện thoại thông minh và máy tính bảng vẫn còn là tác nhân gây căng thẳng giữa cộng đồng và công nghiệp. Cộng đồng luôn biện hộ rằng sự hỗ trợ không chính thức ngày càng trở nên quan trọng trước việc nền công nghiệp không cung cấp các bản cập nhật thường xuyên và/hoặc ngưng hỗ trợ cho chính các thiết bị của họ.

## Bảo mật và quyền riêng tư
Google đã khởi động Sáng kiến Bảo mật Đối tác Android vào năm 2020 để cải thiện bảo mật của Android. Họ cũng thành lập một nhóm bảo mật Android.

### Mối đe dọa bảo mật phổ biến
Nghiên cứu từ công ty bảo mật Trend Micro liệt kê việc lạm dụng dịch vụ cao cấp là loại phần mềm độc hại Android phổ biến nhất, nơi tin nhắn văn bản được gửi từ điện thoại bị nhiễm đến các số điện thoại cước phí cao mà không có sự đồng ý hoặc thậm chí là sự biết của người dùng. Phần mềm độc hại khác hiển thị quảng cáo không mong muốn và gây khó chịu trên thiết bị hoặc gửi thông tin cá nhân cho bên thứ ba trái phép. Các mối đe dọa bảo mật trên Android được báo cáo là đang tăng trưởng theo cấp số nhân; tuy nhiên, các kỹ sư của Google đã lập luận rằng mối đe dọa phần mềm độc hại và vi rút trên Android đang bị các công ty bảo mật phóng đại vì lý do thương mại, và cáo buộc ngành công nghiệp bảo mật lợi dụng nỗi sợ hãi để bán phần mềm bảo vệ vi rút cho người dùng. Google khẳng định rằng phần mềm độc hại nguy hiểm thực sự cực kỳ hiếm, và một cuộc khảo sát do F-Secure thực hiện cho thấy chỉ có 0,5% phần mềm độc hại Android được báo cáo có đến từ cửa hàng Google Play.
Năm 2021, các nhà báo và nhà nghiên cứu đã báo cáo về việc phát hiện ra phần mềm gián điệp Pegasus, được phát triển và phân phối bởi một công ty tư nhân, có thể lây nhiễm cho cả điện thoại thông minh iOS và Android mà không cần sự tương tác của người dùng hoặc bất kỳ dấu hiệu đáng ngờ nào đối với người dùng, sau đó được sử dụng để đánh cắp dữ liệu, theo dõi vị trí người dùng, quay phim qua camera và kích hoạt micrô bất cứ lúc nào. Phân tích lưu lượng truy cập dữ liệu của các điện thoại thông minh phổ biến chạy các biến thể của Android cho thấy việc thu thập và chia sẻ dữ liệu mặc định đáng kể mà không có khả năng từ chối của phần mềm được cài đặt sẵn này. Cả hai vấn đề này đều không được giải quyết hoặc không thể giải quyết bằng các bản vá bảo mật.

#### Phạm vi giám sát của các tổ chức công
Như một phần của việc tiết lộ giám sát hàng loạt rộng lớn hơn vào năm 2013, vào tháng 9 năm 2013, Cơ quan An ninh Quốc gia Hoa Kỳ (NSA) và Trung tâm Truyền thông Chính phủ Vương quốc Anh (GCHQ) đã có quyền truy cập vào dữ liệu người dùng trên iPhone, BlackBerry và thiết bị Android. Được biết, họ có thể đọc hầu hết tất cả thông tin trên điện thoại thông minh, bao gồm SMS, vị trí, email và ghi chú. Vào tháng 1 năm 2014, các báo cáo tiếp theo tiết lộ khả năng của các cơ quan tình báo trong việc chặn thông tin cá nhân được truyền qua Internet bởi các mạng xã hội và các ứng dụng phổ biến khác như Angry Birds, vốn thu thập thông tin cá nhân của người dùng để quảng cáo và các mục đích thương mại khác. GCHQ, theo The Guardian, có một hướng dẫn theo kiểu wiki về các ứng dụng và mạng quảng cáo khác nhau, cũng như các dữ liệu khác nhau có thể được trích xuất từ mỗi ứng dụng.
Các tài liệu tiết lộ thêm một nỗ lực của các cơ quan tình báo nhằm chặn tìm kiếm và truy vấn Google Maps được gửi từ Android và các điện thoại thông minh khác để thu thập thông tin vị trí hàng loạt. NSA và GCHQ khẳng định các hoạt động của họ tuân thủ tất cả các luật trong nước và quốc tế có liên quan, mặc dù The Guardian tuyên bố rằng "những tiết lộ mới nhất cũng có thể làm gia tăng mối quan tâm của công chúng về cách lĩnh vực công nghệ thu thập và sử dụng thông tin, đặc biệt là đối với những người bên ngoài Hoa Kỳ, những người được hưởng ít quyền bảo vệ quyền riêng tư hơn người Mỹ."
Các tài liệu bị rò rỉ được công bố bởi WikiLeaks, có tên mã là Vault 7 và được viết từ năm 2013 đến năm 2016, chi tiết về khả năng của Cơ quan Tình báo Trung ương (CIA) trong việc thực hiện giám sát điện tử và chiến tranh mạng, bao gồm khả năng xâm nhập vào hệ điều hành của hầu hết các điện thoại thông minh (bao gồm Android).

#### Bản vá bảo mật
Vào tháng 8 năm 2015, Google đã thông báo rằng các thiết bị trong dòng Google Nexus sẽ bắt đầu nhận được các bản vá bảo mật hàng tháng. Google cũng viết rằng "các thiết bị Nexus sẽ tiếp tục nhận được các bản cập nhật lớn trong ít nhất hai năm và các bản vá bảo mật trong thời gian dài hơn ba năm kể từ khi có sẵn ban đầu hoặc 18 tháng kể từ ngày bán cuối cùng của thiết bị thông qua Google Store." Vào tháng 10 sau đó, các nhà nghiên cứu tại Đại học Cambridge đã kết luận rằng 87,7% điện thoại Android đang sử dụng có lỗ hổng bảo mật đã biết nhưng chưa được vá do thiếu cập nhật và hỗ trợ. Sau thông tin về lịch trình hàng tháng của Google, một số nhà sản xuất, bao gồm Samsung và LG, đã hứa sẽ phát hành các bản cập nhật bảo mật hàng tháng
Các bản vá cho các lỗi được tìm thấy trong hệ điều hành cốt lõi thường không đến được người dùng của các thiết bị cũ hơn và có giá thấp hơn. Tuy nhiên, bản chất mã nguồn mở của Android cho phép các nhà thầu bảo mật lấy các thiết bị hiện có và điều chỉnh chúng cho các mục đích bảo mật cao. Ví dụ, Samsung đã hợp tác với General Dynamics thông qua việc mua lại Open Kernel Labs để xây dựng lại Jelly Bean trên đầu microvisor được củng cố của họ cho dự án "Knox".

### Theo dõi vị trí
Điện thoại thông minh Android có khả năng báo cáo vị trí của các điểm truy cập Wi-Fi mà người dùng điện thoại gặp phải khi di chuyển để xây dựng các cơ sở dữ liệu chứa vị trí vật lý của hàng trăm triệu điểm truy cập đó. Các cơ sở dữ liệu này tạo thành bản đồ điện tử để xác định vị trí điện thoại thông minh, cho phép chúng chạy các ứng dụng như Foursquare, Google Latitude, Facebook Places và phân phối quảng cáo dựa trên vị trí. Phần mềm theo dõi của bên thứ ba như TaintDroid, một dự án được tài trợ bởi nghiên cứu học thuật, trong một số trường hợp, có thể phát hiện khi thông tin cá nhân được gửi từ các ứng dụng đến các máy chủ từ xa.

### Một số lỗ hổng đáng chú ý khác
Năm 2018, công ty bảo mật Na Uy Promon đã phát hiện ra một lỗ hổng bảo mật nghiêm trọng trên Android có thể bị khai thác để đánh cắp thông tin đăng nhập, truy cập tin nhắn và theo dõi vị trí, có thể được tìm thấy trong tất cả các phiên bản của Android, bao gồm Android 10. Lỗ hổng này xuất phát từ việc khai thác lỗi trong hệ thống đa nhiệm, cho phép ứng dụng độc hại phủ lên các ứng dụng hợp pháp bằng màn hình đăng nhập giả mà người dùng không biết khi nhập thông tin đăng nhập bảo mật. Người dùng cũng có thể bị lừa cấp quyền bổ sung cho các ứng dụng độc hại, sau đó cho phép chúng thực hiện nhiều hoạt động độc hại khác nhau, bao gồm chặn tin nhắn hoặc cuộc gọi và đánh cắp thông tin đăng nhập ngân hàng. Avast Threat Labs cũng phát hiện ra rằng nhiều ứng dụng được cài đặt sẵn trên hàng trăm thiết bị Android mới chứa phần mềm độc hại và phần mềm quảng cáo nguy hiểm. Một số phần mềm độc hại được cài đặt sẵn có thể thực hiện gian lận quảng cáo hoặc thậm chí chiếm đoạt thiết bị chủ của nó.
Vào ngày 5 tháng 8 năm 2020, Twitter đã đăng một bài đăng trên blog kêu gọi người dùng cập nhật ứng dụng của họ lên phiên bản mới nhất liên quan đến một vấn đề bảo mật cho phép người khác truy cập tin nhắn trực tiếp. Kẻ tấn công có thể dễ dàng sử dụng "quyền hệ thống Android" để lấy thông tin đăng nhập tài khoản để thực hiện việc này. Vấn đề bảo mật chỉ xảy ra với Android 8 (Android Oreo) và Android 9 (Android Pie). Twitter xác nhận rằng việc cập nhật ứng dụng sẽ hạn chế các hành vi đó.

### Các tính năng bảo mật kỹ thuật
Các ứng dụng Android chạy trong một sandbox, một khu vực bị cô lập của hệ thống không có quyền truy cập vào phần còn lại của tài nguyên hệ thống, trừ khi người dùng cấp quyền truy cập rõ ràng khi cài đặt ứng dụng. Tuy nhiên, điều này có thể không thể đối với các ứng dụng được cài đặt sẵn. Ví dụ, không thể tắt quyền truy cập micro của ứng dụng camera được cài đặt sẵn mà không tắt hoàn toàn camera. Điều này cũng đúng trong Android phiên bản 7 và 8.
Từ tháng 2 năm 2012, Google đã sử dụng trình quét phần mềm độc hại Google Bouncer để theo dõi và quét các ứng dụng có sẵn trên Google Play. Tính năng "Xác minh ứng dụng" đã được giới thiệu vào tháng 11 năm 2012, như một phần của phiên bản hệ điều hành Android 4.2 "Jelly Bean", để quét tất cả các ứng dụng, cả từ Google Play và từ các nguồn của bên thứ ba, để tìm các hành vi độc hại. Ban đầu, tính năng này chỉ quét các ứng dụng khi cài đặt, nhưng đã được cập nhật vào năm 2014 để quét các ứng dụng "liên tục" và vào năm 2017, tính năng này đã được hiển thị cho người dùng thông qua menu trong Cài đặt.
Trước khi cài đặt ứng dụng, Google Play sẽ hiển thị danh sách các yêu cầu mà ứng dụng cần để hoạt động. Sau khi xem xét các quyền này, người dùng có thể chọn chấp nhận hoặc từ chối chúng, chỉ cài đặt ứng dụng nếu họ chấp nhận. Trong Android 6.0 "Marshmallow", hệ thống quyền đã được thay đổi; các ứng dụng không còn được tự động cấp tất cả các quyền đã chỉ định của chúng tại thời điểm cài đặt. Thay vào đó, một hệ thống chọn tham gia được sử dụng, trong đó người dùng được nhắc cấp hoặc từ chối các quyền riêng lẻ cho ứng dụng khi chúng cần thiết lần đầu tiên. Các ứng dụng ghi nhớ các cấp quyền, có thể được người dùng thu hồi bất kỳ lúc nào. Tuy nhiên, các ứng dụng được cài đặt sẵn không phải lúc nào cũng nằm trong phương pháp tiếp cận này. Trong một số trường hợp, có thể không thể từ chối một số quyền nhất định đối với các ứng dụng được cài đặt sẵn hoặc tắt chúng. Ứng dụng Google Play Services không thể gỡ cài đặt hoặc tắt. Bất kỳ nỗ lực dừng cưỡng bức nào cũng sẽ khiến ứng dụng khởi động lại chính nó. Mô hình quyền mới chỉ được sử dụng bởi các ứng dụng được phát triển cho Marshmallow bằng bộ phát triển phần mềm (SDK) của nó và các ứng dụng cũ hơn sẽ tiếp tục sử dụng phương pháp tiếp cận tất cả hoặc không có gì trước đây. Quyền vẫn có thể bị thu hồi đối với các ứng dụng đó, mặc dù điều này có thể ngăn chúng hoạt động bình thường và một cảnh báo sẽ được hiển thị về hiệu ứng đó.
Vào tháng 9 năm 2014, Jason Nova của Android Authority đã báo cáo về một nghiên cứu của công ty bảo mật Đức Fraunhofer AISEC về phần mềm chống vi-rút và các mối đe dọa phần mềm độc hại trên Android. Nghiên cứu của Fraunhofer AISEC, kiểm tra phần mềm chống vi-rút từ Avast, AVG, Bitdefender, ESET, F-Secure, Kaspersky, Lookout, McAfee (trước đây là Intel Security), Norton, Sophos, và Trend Micro, tiết lộ rằng "các ứng dụng chống vi-rút được thử nghiệm không cung cấp bảo vệ chống lại phần mềm độc hại được tùy chỉnh hoặc các cuộc tấn công có chủ đích" và rằng "các ứng dụng chống vi-rút được thử nghiệm cũng không thể phát hiện ra phần mềm độc hại hoàn toàn chưa biết đến ngày nay nhưng không cố gắng che giấu tính độc hại của nó".
Tháng 8 năm 2013, Google công bố Android Device Manager (đổi tên thành Find My Device vào tháng 5 năm 2017), một dịch vụ cho phép người dùng theo dõi, định vị và xóa thiết bị Android của mình từ xa, với ứng dụng Android cho dịch vụ được phát hành vào tháng 12. Tháng 12 năm 2016, Google giới thiệu ứng dụng Trusted Contacts, cho phép người dùng yêu cầu theo dõi vị trí của người thân trong trường hợp khẩn cấp. Năm 2020, Trusted Contacts đã bị đóng cửa và tính năng chia sẻ vị trí được tích hợp vào Google Maps.
Vào ngày 8 tháng 10 năm 2018, Google đã công bố các yêu cầu mới cho Google Play Store để chống lại việc chia sẻ quá mức thông tin có khả năng nhạy cảm, bao gồm nhật ký cuộc gọi và tin nhắn văn bản. Vấn đề bắt nguồn từ thực tế là nhiều ứng dụng yêu cầu quyền truy cập vào thông tin cá nhân của người dùng (ngay cả khi thông tin này không cần thiết để ứng dụng hoạt động) và một số người dùng vô điều kiện cấp các quyền này. Ngoài ra, một quyền có thể được liệt kê trong tệp kê khai ứng dụng là bắt buộc (chứ không phải tùy chọn) và ứng dụng sẽ không cài đặt trừ khi người dùng cấp quyền; người dùng có thể thu hồi bất kỳ quyền nào, thậm chí là quyền bắt buộc, từ bất kỳ ứng dụng nào trong cài đặt thiết bị sau khi cài đặt ứng dụng, nhưng ít người dùng làm điều này. Google đã hứa sẽ làm việc với các nhà phát triển và tạo ra các ngoại lệ nếu ứng dụng của họ yêu cầu quyền Điện thoại hoặc SMS cho "chức năng cốt lõi của ứng dụng". Việc thực thi các chính sách mới bắt đầu vào ngày 6 tháng 1 năm 2019, 90 ngày sau khi công bố chính sách vào ngày 8 tháng 10 năm 2018.

#### Verified Boot
Dự án Android Mã nguồn mở triển khai chuỗi khởi động được xác minh với mục đích xác minh rằng mã được thực thi, chẳng hạn như kernel hoặc bootloader, đến từ nguồn chính thức thay vì kẻ xấu. Triển khai này thiết lập chuỗi tin cậy đầy đủ, vì nó bắt đầu từ cấp độ phần cứng. Sau đó, bootloader được xác minh và các phân vùng hệ thống như hệ thống và nhà cung cấp được kiểm tra tính toàn vẹn.
Ngoài ra, quá trình này xác minh rằng phiên bản Android trước đó chưa được cài đặt. Điều này thực sự cung cấp bảo vệ chống lùi, giúp giảm thiểu các khai thác tương tự như cuộc tấn công hạ cấp.

##### dm-verity
Android (tất cả các phiên bản được hỗ trợ, kể từ phiên bản 4.4 của Dự án Android Mã nguồn mở) có tùy chọn cung cấp chuỗi khởi động được xác minh với dm-verity. Đây là một tính năng trong kernel Linux cho phép kiểm tra tính toàn vẹn minh bạch của các block devices.
Tính năng này được thiết kế để giảm thiểu rootkit dai dẳng.

### Google Play Services và các thay đổi của nhà cung cấp
Việc phụ thuộc vào Google Play Services độc quyền và các tùy chỉnh được thêm vào hệ điều hành bởi các nhà cung cấp cấp phép Android từ Google đang gây ra những lo ngại về quyền riêng tư.

## Giấy phép phát hành
Mã nguồn của Android được cấp phép theo các giấy phép phần mềm mã nguồn mở tự do. Google đưa phần lớn mã nguồn (bao gồm cả các lớp mạng và điện thoại) theo Giấy phép Apache phiên bản 2.0, và phần còn lại, các thay đổi đối với nhân Linux, theo Giấy phép Công cộng GNU phiên bản 2. Liên minh Thiết bị cầm tay mở đã thực hiện các thay đổi trên nhân Linux, với mã nguồn lúc nào cũng công khai. Phần còn lại của Android được Google phát triển một mình, và mã nguồn chỉ được công bố khi phát hành một phiên bản mới. Thông thường Google cộng tác với một nhà sản xuất phần cứng để cung cấp một thiết bị 'chủ lực' (thuộc dòng Google Nexus) với phiên bản mới nhất của Android, sau đó phát hành mã nguồn sau khi thiết bị này được bán ra.
Vào đầu năm 2011, Google quyết định tạm ngưng phát hành mã nguồn Android phiên bản 3.0 Honeycomb dành riêng cho máy tính bảng. Lý do, theo Andy Rubin trong một bài blog Android chính thức, là vì Honeycomb đã được làm gấp gáp để phục vụ cho Motorola Xoom, và họ không muốn các bên thứ ba tạo ra một "trải nghiệm người dùng cực kỳ tồi tệ" bằng cách cố gắng đưa vào điện thoại thông minh một phiên bản dành riêng cho máy tính bảng. Mã nguồn một lần nữa được xuất bản công khai vào tháng 11 năm 2011 với sự ra mắt của Android 4.0.
Mặc dù phần mềm là mã nguồn mở, các nhà sản xuất thiết bị không thể sử dụng thương hiệu Android của Google trừ khi Google chứng nhận rằng thiết bị của họ phù hợp với Tài liệu Định nghĩa Tương thích (Compatibility Definition Document - CDD). Các thiết bị cũng phải thỏa mãn định nghĩa này thì mới được cấp phép để cài các ứng dụng mã nguồn đóng của Google, gồm cả Google Play. Vì Android không hoàn toàn được phát hành theo giấy phép tương thích GPL, ví dụ như mã nguồn của Google là theo giấy phép Apache license, và cũng vì Google Play cho phép các phần mềm có bản quyền, Richard Stallman và Quỹ phần mềm tự do luôn chỉ trích Android và khuyên người dùng sử dụng hệ điều hành khác như Replicant.

## Đón nhận

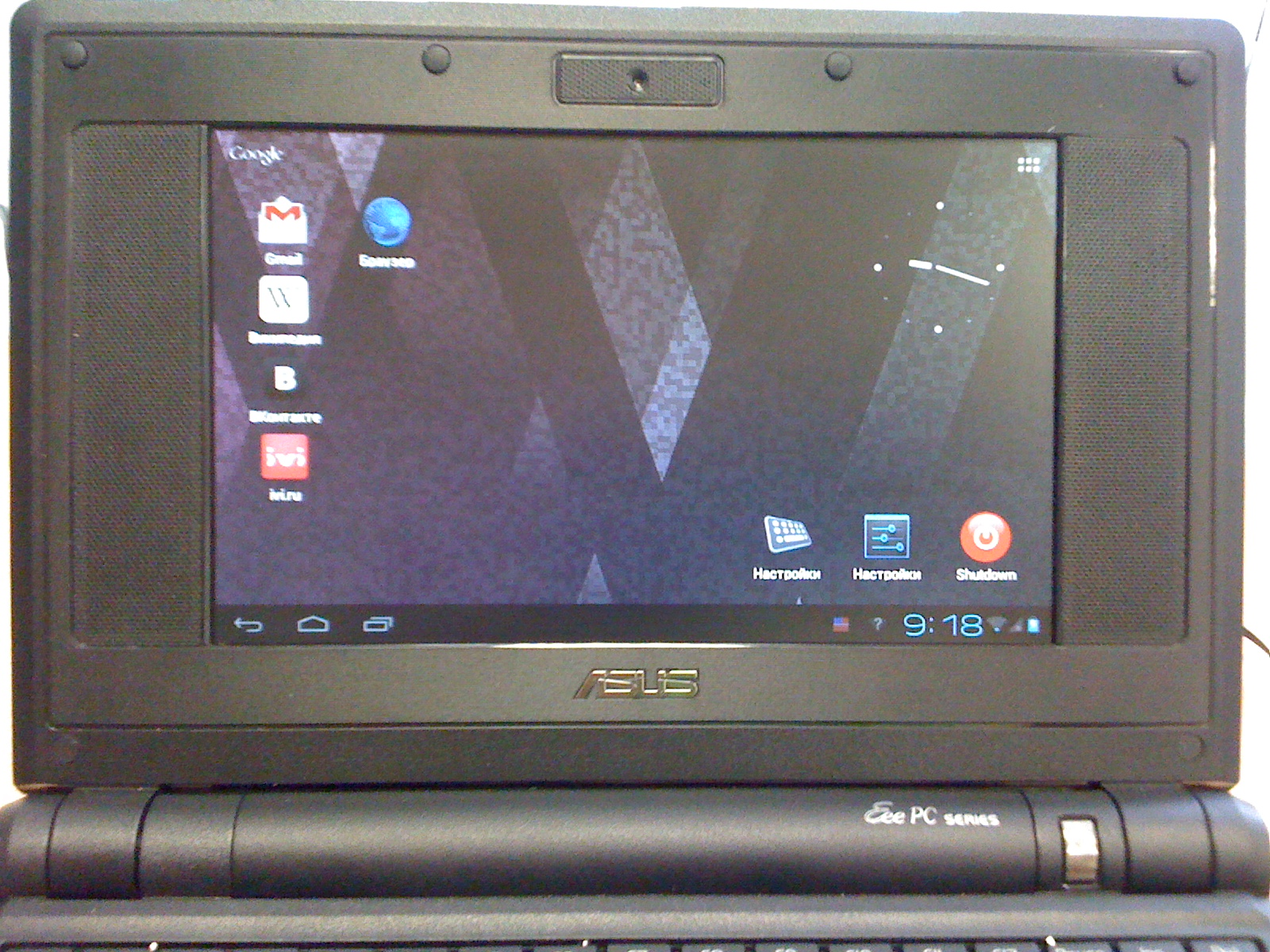
Android-x86 đang chạy trên netbook ASUS EeePC. Android đã được các lập trình viên chỉnh sửa để chạy như một HĐH máy tính

Android được đón nhận bằng một thái độ thờ ơ khi nó ra mắt vào năm 2007. Mặc dù những nhà phân tích rất ấn tượng với việc các công ty công nghệ có tiếng tăm hợp tác cùng Google để tạo ra Liên minh thiết bị di động mở, người ta vẫn không rõ liệu các nhà sản xuất có sẵn sàng thay thế hệ điều hành mà họ đang dùng bằng Android hay không. Ý tưởng về một nền tảng phát triển mã nguồn mở dựa trên Linux đã thu hút sự quan tâm, nhưng cũng dấy lên những lo ngại rằng Android sẽ phải đối mặt với sự cạnh tranh mạnh mẽ từ những tay chơi có hạng trong thị trường điện thoại thông minh, như Nokia và Microsoft, và các hệ điều hành di động đối thủ cũng sử dụng Linux đang trong quá trình phát triển. Những công ty hàng đầu không giấu sự hoài nghi: Nokia được trích nói rằng "chúng tôi không xem đó là một sự đe dọa," và một thành viên của nhóm Windows Mobile của Microsoft nói rằng "tôi không hiểu rồi họ sẽ có tác động ra sao."
Kể từ đó Android đã phát triển để trở thành hệ điều hành dành cho điện thoại thông minh phổ biến nhất trên thế giới và là "một trong những trải nghiệm di động nhanh nhất hiện nay." Các nhà bình luận thì nhấn mạnh vào bản chất mã nguồn mở của hệ điều hành chính là một trong những yếu tố quyết định sức mạnh, cho phép các công ty như (Kindle Fire), Barnes & Noble (Nook), Ouya, Baidu, và những hãng khác đổi hướng phần mềm và phát hành những phần cứng chạy trên phiên bản Android đã thay đổi của riêng họ. Kết quả, nó được trang web công nghệ Ars Technica mô tả là "đương nhiên là hệ điều hành mặc định khi phát hành phần cứng mới" cho những công ty không có nền tảng di động riêng của họ. Chính sự mở và uyển chuyển này cũng hiện diện ở cấp độ người dùng cuối: Android cho phép người dùng điện thoại điều chỉnh thoải mái thiết bị của họ và ứng dụng thì có sẵn trên các cửa hàng ứng dụng và trang web không phải của Google. Những đặc điểm này được xem là đóng góp vào những thế mạnh chính của điện thoại Android so với các điện thoại khác.
Android cũng bị phê phán vì thiếu sự hỗ trợ hậu mãi từ nhà sản xuất và nhà mạng, nếu so sánh với iOS của Apple. Với những thiết bị không mang nhãn hiệu Nexus, nhà mạng luôn kiểm tra các tiêu chuẩn của họ rồi thực hiện thay đổi cho riêng từng thiết bị (bắt nguồn từ sự điều chỉnh của nhà sản xuất và sự đa dạng của thiết bị Android) được xem là tác nhân chính trì hoãn việc cập nhật. Những nhà bình luận cũng nói rằng ngành công nghiệp thiết bị di động vì lý do lợi nhuận đã cố tình không cập nhật thiết bị của họ, vì thiếu cập nhật trên thiết bị hiện tại sẽ thúc đẩy việc mua thiết bị mới.

### Máy tính bảng

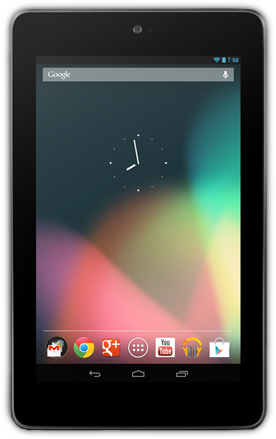
Máy tính bảng Nexus 7 thế hệ đầu

Mặc dù thành công với điện thoại thông minh, việc sử dụng máy tính bảng Android vẫn còn chậm.
Một trong những nguyên nhân chính là tình huống con gà và quả trứng trong đó người tiêu dùng ngại mua máy tính bảng Android cho thiếu các ứng dụng máy tính bảng chất lượng cao, còn các lập trình viên thì ngại mất thời gian và tiền bạc để phát triển ứng dụng máy tính bảng cho đến khi nào thị phần của chúng đủ lớn. Nội dung và "hệ sinh thái" ứng dụng đã chứng tỏ rằng nó quan trọng hơn nhiều so với việc "nạp vào chạy" (sức mạnh xử lý phần cứng) khi nói đến máy tính bảng. Do thiếu các ứng dụng dành riêng cho máy tính bảng vào năm 2011, các máy tính bảng Android đời đầu đã phải sử dụng các ứng dụng sẵn có trên điện thoại thông minh dù hiển thị rất kém trên màn hình cỡ lớn, trong khi sự thống trị của Apple iPad được củng cố bởi một số lượng lớn ứng dụng iOS dành riêng cho máy tính bảng.
Mặc dù sự hỗ trợ từ ứng dụng chỉ mới ở mức sơ khai, một lượng đáng kể máy tính bảng Android (cùng với các loại máy tính bảng sử dụng các hệ điều hành khác, như HP TouchPad và BlackBerry Playbook) vẫn được tung ra thị trường trong nỗ lực cạnh tranh với sự thành công của iPad. InfoWorld đã nói rằng một số nhà sản xuất Android thoạt đầu xem các máy tính bảng của họ như là một "thương vụ Frankenphone", một cơ hội đầu tư thấp ngắn hạn bằng cách đặt một hệ điều hành Android tối ưu cho điện thoại thông minh (trước khi Android 3.0 "Honeycomb" dành cho máy tính bảng ra đời) trên một thiết bị mà không để ý tới giao diện người dùng. Cách làm này, như với Dell Streak, không những thất bại trong việc lôi kéo người dùng mà còn làm ảnh hưởng đến danh tiếng ban đầu của máy tính Android. Hơn nữa, một số máy tính bảng Android như Motorola Xoom được định giá bằng hoặc cao hơn iPad, làm tổn hại sức bán. Một ngoại lệ đó là Amazon Kindle Fire, được phát triển theo cách tiếp cận "chờ mà xem" dựa trên giá rẻ và khả năng truy cập vào hệ sinh thái ứng dụng và nội dung của Amazon.com.
Hiện tượng này bắt đầu thay đổi vào năm 2012 với sự ra mắt của Nexus 7 giá rẻ và một cú hích của Google dành cho các lập trình viên nhằm thúc đẩy họ viết các ứng dụng cho máy tính bảng tốt hơn. Máy tính bảng Android được kỳ vọng sẽ vượt qua iPad trong vòng một vài năm.

### Quy mô buôn bán và tỷ lệ sử dụng
Công ty nghiên cứu thị trường Canalys đã ước tính trong quý 2 năm 2009 rằng Android có 2,8% thị phần điện thoại thông minh được bán ra toàn cầu. Đến quý 4 năm 2010 con số này tăng lên 33% thị phần, trở thành nền tảng điện thoại thông minh bán chạy hàng đầu. Đến quý 3 năm 2011 Gartner ước tính rằng hơn một nửa (52,5%) thị trường điện thoại thông minh thuộc về Android. Đến quý 3 năm 2012 Android đã có 75% thị phần điện thoại thông minh toàn cầu theo nghiên cứu của hãng IDC.
Vào tháng 7 năm 2011, Google nói rằng có 550.000 thiết bị Android mới được kích hoạt mỗi ngày, đỉnh điểm là 400.000 máy một ngày vào tháng 5, và có hơn 100 triệu thiết bị đã được kích hoạt với mức tăng 4,4% mỗi tuần. Vào tháng 9 năm 2012, 500 triệu thiết bị đã được kích hoạt với 1,3 triệu lượt kích hoạt mỗi ngày.
Thị phần của Android có khác nhau theo khu vực. Vào tháng 7 năm 2012, thị phần Android tại Mỹ là 52%, nhưng lên tới 90% tại Trung Quốc.

### Tỷ lệ sử dụng các phiên bản Android

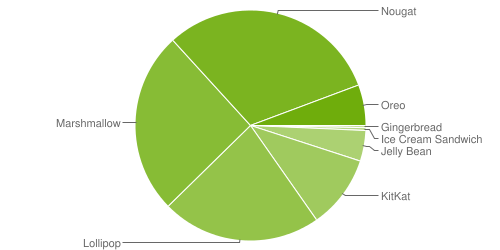
Tỷ lệ sử dụng các phiên bản khác nhau thu thập trong 14 ngày đến ngày 4 tháng 3 năm 2013

Tỷ lệ sử dụng các phiên bản khác nhau tính đến tháng 4 năm 2014. Phần lớn các thiết bị Android cho tới nay vẫn chạy hệ điều hành phiên bản 4.1.x Jelly Bean được phát hành ngày 9 tháng 7 năm 2012 nhờ tính ổn định và hỗ trợ tốt các máy có cấu hình thấp.
| Phiên bản   | Tên mã             | Ngày phát hành       | Cấp API | Phân bố (20 tháng 7 năm 2014) |
| ----------- | ------------------ | -------------------- | ------- | ----------------------------- |
| 5.0         | Lollipop           | tháng 7 năm 2014     | 20      | Dành cho người phát hành      |
| 4.4         | KitKat             | tháng 10 năm 2013    | 19      | 17,9%                         |
| 4.3         | Jelly Bean         | 25 tháng 7 năm 2013  | 18      | 10,5%                         |
| 4.2.x       | Jelly Bean         | 13 tháng 11 năm 2012 | 17      | 18,8%                         |
| 4.1.x       | Jelly Bean         | 9 tháng 7 năm 2012   | 16      | 25,2%                         |
| 4.0.x       | Ice Cream Sandwich | 16 tháng 12 năm 2011 | 15      | 11,4%                         |
| 3.2         | Honeycomb          | 15 tháng 7 năm 2011  | 13      | 0%                            |
| 3.1         | Honeycomb          | 10 tháng 5 năm 2011  | 12      | 0%                            |
| 2.3.3–2.3.7 | Gingerbread        | 9 tháng 2 năm 2011   | 10      | 13%                           |
| 2.3–2.3.2   | Gingerbread        | 6 tháng 12 năm 2010  | 9       | 0,5%                          |
| 2.2         | Froyo              | 20 tháng 5 năm 2010  | 8       | 0,7%                          |
| 2.0–2.1     | Eclair             | 26 tháng 10 năm 2009 | 7       | 0%                            |
| 1.6         | Donut              | 15 tháng 9 năm 2009  | 4       | 0%                            |

### Tình trạng ăn cắp bản quyền ứng dụng
Đã có những lo ngại về việc các ứng dụng trả tiền của Android quá dễ bị ăn cắp. Trong một cuộc phỏng vấn vào tháng 5 năm 2012 với Eurogamer, nhà phát triển Football Manager nói rằng tỷ lệ người chơi ăn cắp so với người chơi trả tiền là 9:1 với trò chơi Football Manager Handheld. Tuy nhiên, không phải tất cả các lập trình viên đều cho rằng tình trạng ăn cắp là một vấn đề; ví dụ như vào tháng 7 năm 2012 các lập trình viên của trò chơi Wind-up Knight nói rằng mức độ ăn cắp trò chơi của họ chỉ khoảng 12%, và phần lớn sản phẩm ăn cắp đến từ Trung Quốc, nơi người ta không thể mua ứng dụng từ Google Play.
Vào năm 2010, Google phát hành một công cụ để xác nhận việc mua bán để sử dụng trong các ứng dụng, nhưng các lập trình viên than phiền rằng như vậy là chưa đủ và quá dễ để bẻ khóa. Google trả lời rằng công cụ, đặc biệt là bản phát hành đầu tiên, chỉ có ý định làm nền tảng mẫu cho lập trình viên điều chỉnh và xây dựng theo yêu cầu, chứ không phải một giải pháp bảo mật hoàn chỉnh. Vào năm 2012 Google phát hành một tính năng trong Android 4.1 để mã hóa các ứng dụng trả tiền chỉ hoạt động trên thiết bị đã mua ứng dụng đó, nhưng tính năng này đã bị hoãn do vấn đề về kỹ thuật.

## Vấn đề pháp lý
Sự thành công của Android đã khiến nó trở thành mục tiêu của các vụ kiện về bằng sáng chế và bản quyền giữa các công ty công nghệ. Cả Android và các nhà sản xuất điện thoại Android đã bị liên quan đến nhiều vụ kiện bằng sáng chế và các thách thức pháp lý khác.

### Bản quyền và bằng phát minh
Cả Android và nhà sản xuất điện thoại Android đều bị dính líu đến nhiều vụ kiện tụng về bằng phát minh. Ngày 12 tháng năm 2010, Oracle kiện Google với cáo buộc vi phạm bản quyền và bằng phát minh liên quan đến ngôn ngữ lập trình Java. Oracle ban đầu muốn được đền bù thiệt hại 6,1 tỷ đô la Mỹ, nhưng bị tòa án liên bang Mỹ khước từ mức giá này và yêu cầu Oracle xem xét lại. Để đáp lại, Google đã đưa ra nhiều lý lẽ để bảo vệ, tuyên bố ngược lại là Android không hề vi phạm bằng phát minh hay bản quyền của Oracle, và rằng bằng phát minh của Oracle là vô hiệu, cùng một số lời bào chữa khác. Google nói rằng Android dựa trên Apache Harmony, một hiện thực phòng sạch của thư viện lớp Java (tức là xem hoạt động của thư viện, rồi lập trình lại bắt chước hoạt động đó nhưng không tham khảo hoặc lấy lại mã nguồn của thư viện gốc), rồi sau đó độc lập phát triển ra máy ảo đặt tên là Dalvik. Vào tháng 5 năm 2012 bồi thẩm đoàn của vụ án tuyên rằng Google không vi phạm bằng phát minh của Oracle, và sau đó thẩm phán tuyên rằng cấu trúc của Java API do Google sử dụng không đủ để được giữ bản quyền.
Ngoài vụ kiện trực tiếp chống lại Google, có nhiều cuộc chiến tranh thế mạng khác nhau gián tiếp chống lại Android bằng cách nhắm vào các nhà sản xuất thiết bị Android, nhằm làm nản lòng những nhà sản xuất muốn sử dụng nền tảng này do sự tăng chi phí để đưa thiết bị Android ra thị trường. Cả Apple và Microsoft đều đã kiện một số nhà sản xuất vì vi phạm bằng sáng chế, với cuộc chiến pháp lý chống Samsung dằng dai của Apple là vụ nổi bật nhất. Vào tháng 10 năm 2011 Microsoft nói rằng họ đã ký một số thỏa thuận cấp phép với 10 nhà sản xuất thiết bị Android, những hãng sản xuất 55% lợi nhuận toàn cầu của Android. Những công ty này có cả Samsung lẫn HTC. Vụ dàn xếp bằng phát minh của Samsung với Microsoft có một thỏa thuận rằng Samsung sẽ cung cấp thêm nguồn lực để phát triển và tiếp thị điện thoại chạy hệ điều hành Windows Phone của Microsoft.
Google đã bày tỏ công khai sự bất mãn của họ đối với hệ thống bằng phát minh tại Mỹ, buộc tội Apple, Oracle và Microsoft cố tình dìm Android thông qua các vụ kiện, thay vì phải sáng tạo và cạnh tranh bằng các sản phẩm và dịch vụ tốt hơn. Vào năm 2011-12, Google mua lại Motorola Mobility với giá 12,5 tỷ đô la Mỹ, một hành động được xem là phương cách để bảo vệ Android, vì Motorola Mobility nắm giữ hơn 17.000 bằng phát minh. Tháng 12 năm 2011 Google mua lại hơn một nghìn bằng sáng chế từ IBM.

### Thách thức về cạnh tranh không công bằng ở châu Âu
Năm 2013, FairSearch, một tổ chức đấu lobby được hỗ trợ bởi Microsoft, Oracle và các công ty khác, đã đệ đơn khiếu nại về Android đến Ủy ban châu Âu, cáo buộc rằng mô hình phân phối miễn phí của nó vi phạm nguyên tắc cạnh tranh không công bằng về giá cước ăn sâu. Tổ chức Phần mềm Tự do châu Âu, những người ủng hộ bao gồm Google, đã bác bỏ các cáo buộc của Fairsearch. Vào ngày 20 tháng 4 năm 2016, Liên minh châu Âu đã đệ đơn cạnh tranh chính thức chống lại Google dựa trên các cáo buộc của FairSearch, bảo vệ rằng sức mạnh ảnh hưởng của Google đối với các nhà cung cấp Android, bao gồm việc gói kết hợp bắt buộc của toàn bộ bộ phần mềm Google độc quyền, làm trở ngại cho khả năng tích hợp các nhà cung cấp tìm kiếm cạnh tranh vào Android và cấm các nhà sản xuất không được sản xuất các thiết bị chạy các phiên bản Android được phân nhánh, là những hành vi cạnh tranh không công bằng. Tháng 8 năm 2016, Google bị Dịch vụ Cạnh tranh Liên bang (FAS) của Nga phạt 6,75 triệu USD với các cáo buộc tương tự bởi Yandex. Ngày 18 tháng 7 năm 2018, Ủy ban châu Âu đã đưa ra quyết định xác định rằng Google đã tiến hành ba hoạt động liên quan đến Android vi phạm quy định về cạnh tranh: gói kết hợp tìm kiếm và Chrome của Google như một phần của Android, ngăn các nhà sản xuất điện thoại sử dụng các phiên bản Android được phân nhánh và thiết lập các thỏa thuận với các nhà sản xuất điện thoại và nhà cung cấp mạng để đóng gói ứng dụng tìm kiếm Google một cách độc quyền trên điện thoại (một thực hành mà Google đã chấm dứt vào năm 2014). Ủy ban châu Âu đã phạt Google số tiền 4,3 tỷ euro (khoảng 5 tỷ USD) và yêu cầu công ty chấm dứt hành vi này trong vòng 90 ngày. Google đã nộp đơn kháng cáo với quyết định vào tháng 10 năm 2018, tuy nhiên sẽ không yêu cầu bất kỳ biện pháp tạm thời nào để trì hoãn áp dụng các yêu cầu hành vi.
Vào ngày 16 tháng 10 năm 2018, Google thông báo rằng họ sẽ thay đổi mô hình phân phối dịch vụ Google Mobile Services tại Liên minh châu Âu, do một phần thu nhập từ Android thông qua việc sử dụng Google Search và Chrome bị cấm theo quy định của Liên minh châu Âu. Trong khi hệ thống Android cốt lõi vẫn miễn phí, các nhà sản xuất thiết bị (OEM) ở châu Âu sẽ phải mua một giấy phép trả phí cho bộ ứng dụng cốt lõi của Google, chẳng hạn như Gmail, Google Maps và Google Play Store. Google Search sẽ được cấp phép riêng biệt, có tùy chọn bao gồm Google Chrome mà không tốn thêm phí. Các nhà sản xuất thiết bị ở châu Âu có thể đóng gói các ứng dụng thay thế từ bên thứ ba trên điện thoại và thiết bị bán cho khách hàng, nếu họ muốn. Các nhà sản xuất thiết bị sẽ không còn bị cấm bán bất kỳ thiết bị nào chạy phiên bản không tương thích của Android tại châu Âu.

### Những vấn đề khác
Ngoài việc kiện Google trực tiếp, đã có nhiều cuộc "chiến tranh ủy nhiệm" chống lại hệ điều hành Android một cách gián tiếp bằng cách nhắm đến các nhà sản xuất thiết bị Android, với tác động làm giảm sự ưa chuộng của các nhà sản xuất đối với nền tảng này bằng cách tăng chi phí đưa một thiết bị Android ra thị trường. Cả Apple và Microsoft đều đã kiện một số nhà sản xuất về vi phạm bằng sáng chế, trong đó vụ kiện của Apple đối với Samsung đang là một vụ án nổi tiếng đặc biệt. Vào tháng 1 năm 2012, Microsoft cho biết họ đã ký kết các thỏa thuận cấp phép sử dụng bằng sáng chế với 11 nhà sản xuất thiết bị Android, sản phẩm của họ chiếm "70% tổng số điện thoại thông minh Android" được bán tại Hoa Kỳ và chiếm 55% tổng doanh thu toàn cầu từ các thiết bị Android. Các nhà sản xuất này bao gồm Samsung và HTC. Sự thoả thuận về bằng sáng chế giữa Samsung và Microsoft bao gồm một thỏa thuận để cấp thêm tài nguyên để phát triển và tiếp thị các điện thoại chạy hệ điều hành Windows Phone của Microsoft. Microsoft cũng đã liên kết phần mềm Android của riêng mình với các giấy phép bằng sáng chế, yêu cầu đóng gói ứng dụng Microsoft Office Mobile và Skype trên các thiết bị Android để bù đắp các khoản phí cấp phép, đồng thời giúp thúc đẩy các dòng phần mềm của mình.
Google đã công khai thể hiện sự thất vọng của mình với tình hình bằng sáng chế hiện tại tại Hoa Kỳ, cáo buộc Apple, Oracle và Microsoft cố gắng lật đổ Android thông qua các vụ kiện bằng sáng chế, thay vì đổi mới và cạnh tranh bằng các sản phẩm và dịch vụ tốt hơn. Tháng 8 năm 2011, Google mua lại Motorola Mobility với giá 12,5 tỷ USD, một phần được coi là biện pháp phòng vệ để bảo vệ Android, vì Motorola Mobility sở hữu hơn 17.000 bằng sáng chế. Vào tháng 12 năm 2011, Google đã mua hơn một nghìn bằng sáng chế từ IBM.
Cơ quan cạnh tranh của Thổ Nhĩ Kỳ bắt đầu điều tra về công cụ tìm kiếm mặc định trên Android từ năm 2017, dẫn đến một mức phạt 17,4 triệu USD vào tháng 9 năm 2018 và một mức phạt 0,05% doanh thu hàng ngày của Google vào tháng 11 năm 2019 khi Google không đáp ứng các yêu cầu. Vào tháng 12 năm 2019, Google đã ngừng cấp giấy phép cho các mẫu điện thoại Android mới được bán tại Thổ Nhĩ Kỳ.

## Các ứng dụng khác

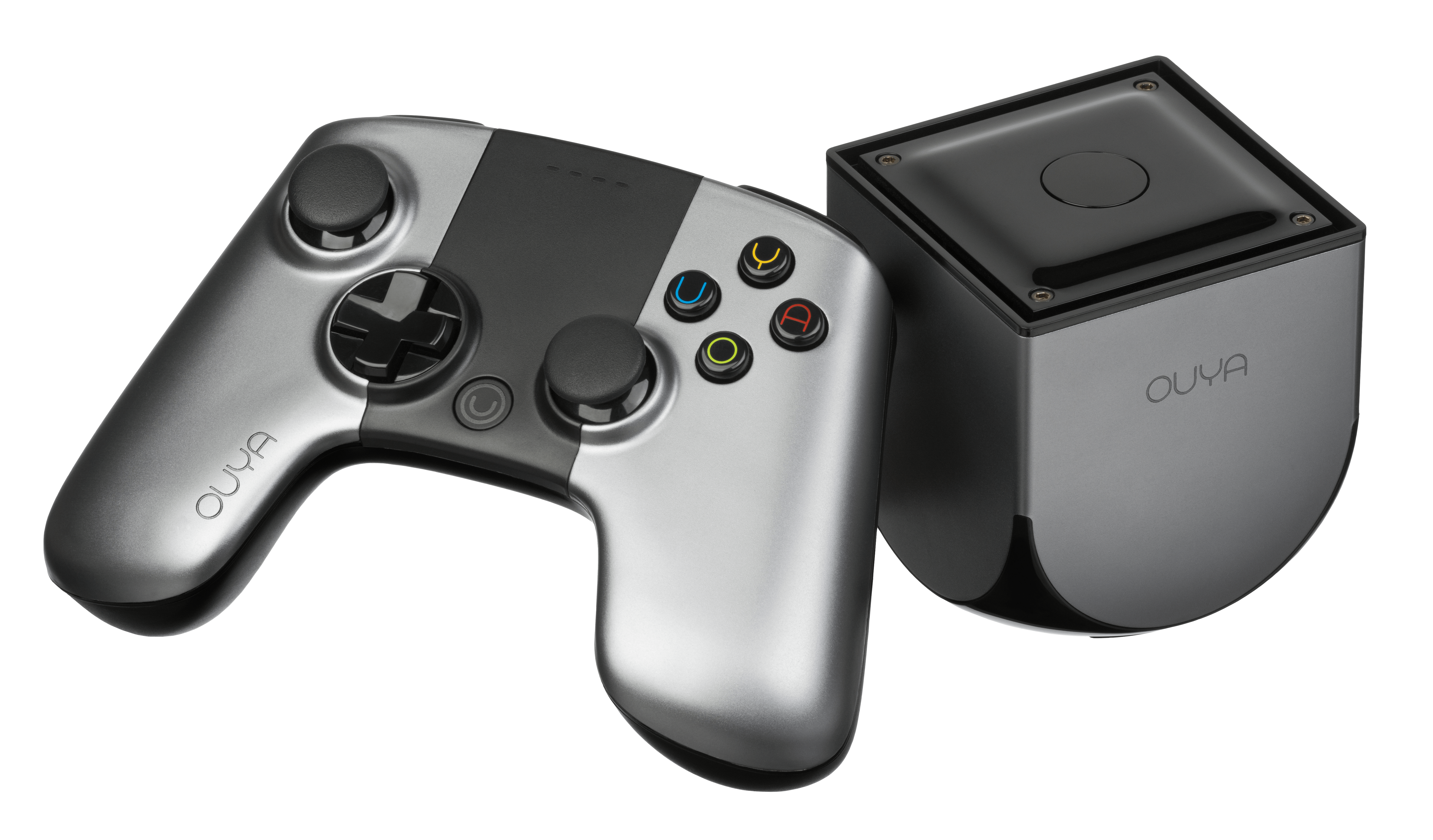
Ouya, một video game console chạy hệ điều hành Android

Google đã phát triển nhiều phiên bản khác nhau của Android cho các trường hợp sử dụng cụ thể, bao gồm Android Wear, sau đổi tên thành Wear OS, dành cho thiết bị đeo được như đồng hồ đeo tay, Android TV dành cho các TV, Android Things dành cho các thiết bị thông minh hoặc Internet of things, và Android Automotive dành cho ô tô. Ngoài ra, bằng cách cung cấp cơ sở hạ tầng kết hợp giữa phần cứng đặc biệt và ứng dụng đặc biệt chạy trên Android thông thường, Google đã mở rộng nền tảng để sử dụng trong các kịch bản sử dụng cụ thể, chẳng hạn như ứng dụng Android Auto cho ô tô, và Daydream, một nền tảng thực tế ảo.
Tính mở và khả năng tuỳ chỉnh của Android cho phép các nhà sản xuất thiết bị sử dụng nó trên các thiết bị điện tử khác nhau, bao gồm máy tính xách tay, netbooks, và máy tính để bàn, máy ảnh, tai nghe, hệ thống tự động hóa nhà cửa, máy chơi game, máy nghe nhạc, vệ tinh, bộ định tuyến, máy in, máy thu phí máy rút tiền tự động, và robots. Ngoài ra, Android đã được cài đặt và chạy trên nhiều thiết bị kỹ thuật thấp hơn, bao gồm máy tính xách tay, single-board computers, điện thoại phổ thông, từ điển điện tử, đồng hồ báo thức, tủ lạnh, điện thoại cố định, máy pha cà phê, xe đạp và gương. Các ứng dụng dành cho Android như Zalo (thủ thuật zalo), Facebook, Instagram và nhiều ứng dụng khác.
Ouya, một hệ máy chơi game chạy Android, đã trở thành một trong những chiến dịch Kickstarter thành công nhất, gây quỹ 8,5 triệu đô la Mỹ cho quá trình phát triển của nó, và sau đó được tiếp nối bởi các máy chơi game khác chạy Android, như Nvidia's Shield Portable –  một thiết bị Android có hình dạng của một bộ điều khiển máy chơi game.
Vào năm 2011, Google trình diễn "Android@Home", một công nghệ tự động hóa nhà cửa sử dụng Android để điều khiển các thiết bị gia đình như công tắc đèn, ổ cắm điện và bộ điều khiển nhiệt. Các bóng đèn nguyên mẫu được công bố có thể được điều khiển từ điện thoại hoặc máy tính bảng Android, nhưng Andy Rubin - người đứng đầu Android đã lưu ý rằng "bật tắt đèn là điều không mới", trỏ đến nhiều dịch vụ tự động hóa nhà cửa đã thất bại. Ông cho biết, Google đang suy nghĩ một cách tham vọng hơn và ý định là sử dụng vị trí của họ như một nhà cung cấp dịch vụ điện toán đám mây để mang sản phẩm của Google vào nhà khách hàng.

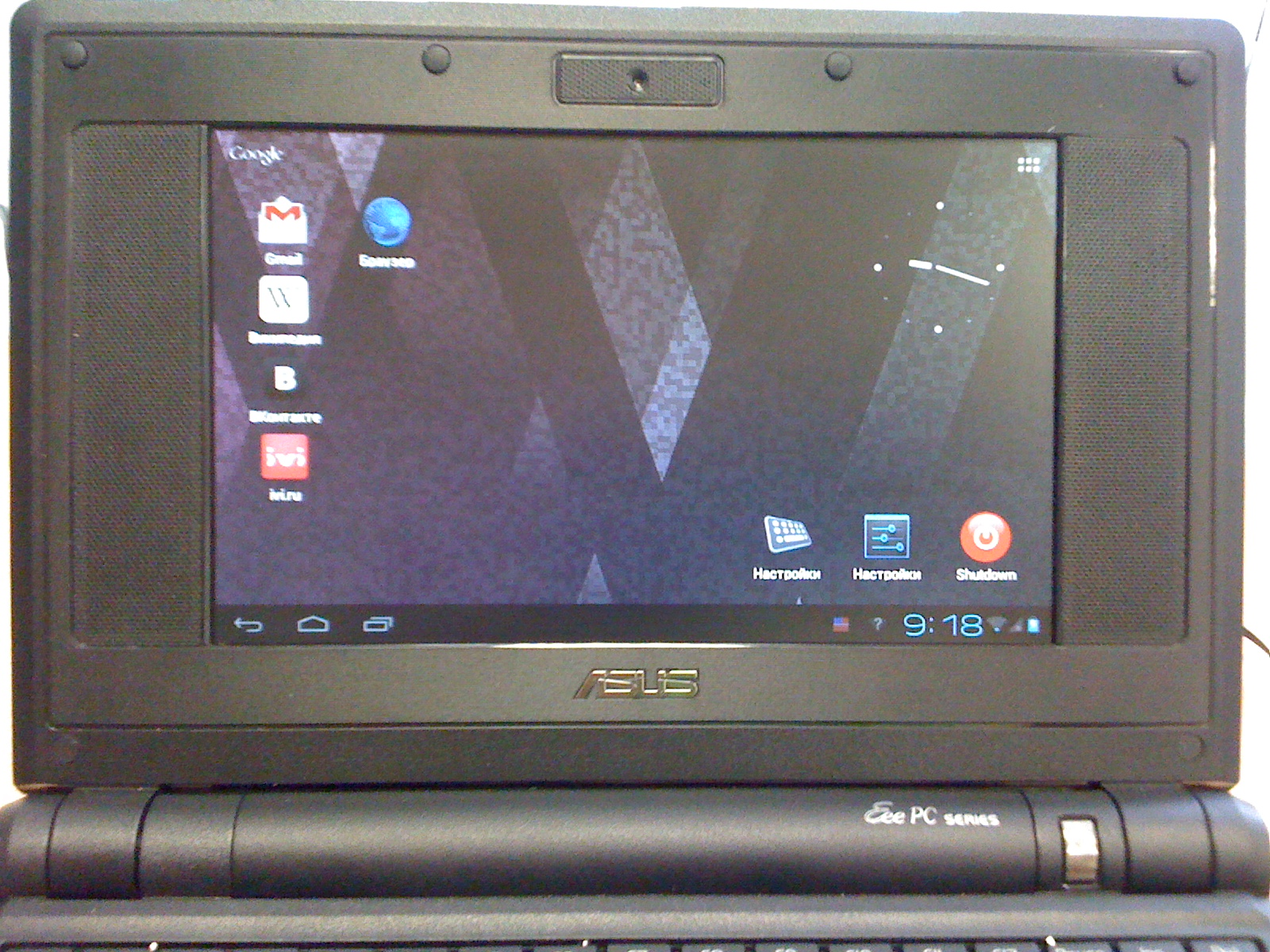
Hệ điều hành Android-x86 chạy trên một máy tính xách tay ASUS Eee PC

Vào năm 2011, Parrot giới thiệu một hệ thống âm thanh xe hơi dựa trên Android được biết đến là Asteroid, và sau đó là một phiên bản kế nhiệm có màn hình cảm ứng được gọi là Asteroid Smart vào năm 2012. Vào năm 2013, Clarion phát hành hệ thống âm thanh xe hơi dựa trên Android riêng của họ, AX1. Vào tháng 1 năm 2014, tại Consumer Electronics Show (CES), Google thông báo thành lập Open Automotive Alliance, một nhóm bao gồm một số nhà sản xuất ô tô lớn (Audi, General Motors, Hyundai, và Honda) và Nvidia, nhằm mục đích tạo ra các hệ thống giải trí xe hơi dựa trên Android, "[đem] những ưu điểm tốt nhất của Android vào ô tô một cách an toàn và liền mạch."

Android được cài đặt sẵn trên một số laptop (chức năng tương tự để chạy ứng dụng Android cũng có sẵn trên ChromeOS của Google) và cũng có thể được người dùng cuối cài đặt trên máy tính cá nhân. Trên những nền tảng này, Android cung cấp các chức năng bổ sung cho bàn phím vật lý và chuột, cùng với tổ hợp phím "Alt-Tab" để chuyển đổi ứng dụng nhanh chóng bằng bàn phím. Vào tháng 12 năm 2014, một nhà phê bình cho biết hệ thống thông báo của Android "hoàn chỉnh và mạnh mẽ hơn rất nhiều so với hầu hết các môi trường khác" và Android là "hoàn toàn sử dụng được" làm hệ điều hành máy tính để bàn chính.
Vào tháng 10 năm 2015, The Wall Street Journal đưa tin rằng Android sẽ trở thành hệ điều hành máy tính xách tay chính của Google trong tương lai, với kế hoạch hợp nhất ChromeOS vào nó vào năm 2017. Sundar Pichai, người đứng đầu việc phát triển Android, của Google, đã giải thích rằng "thiết bị di động như một mô hình máy tính cuối cùng sẽ hòa quyện với những gì chúng ta hiện nay nghĩ về máy tính để bàn." Ngoài ra, vào năm 2009, ngay chính Sergey Brin - một trong những người sáng lập Google, đã tự nhận xét rằng ChromeOS và Android "có khả năng hội tụ theo thời gian". Hiroshi Lockheimer, người đã thay thế Pichai làm trưởng phòng phát triển Android và ChromeOS, đã đáp lại tuyên bố này bằng bài đăng chính thức trên blog của Google, tuyên bố rằng "Trong khi chúng tôi đã đang làm việc để kết hợp những ưu điểm tốt nhất của cả hai hệ điều hành, không có kế hoạch để loại bỏ ChromeOS [mà] có cập nhật tự động được đảm bảo trong vòng 5 năm". Điều này không giống với Android, nơi hỗ trợ ngắn hơn với "các ngày kết thúc đời sản phẩm được đảm bảo ít nhất 3 năm trong tương lai" đối với máy tính bảng Android dành cho giáo dục.
Tại sự kiện Google I/O vào tháng 5 năm 2016, Google đã công bố Daydream, một nền tảng thực tế ảo dựa trên điện thoại thông minh và cung cấp khả năng thực tế ảo thông qua một kính thực tế ảo và bộ điều khiển được thiết kế bởi Google. Nền tảng này được tích hợp vào Android bắt đầu từ phiên bản Android Nougat, khác biệt với việc hỗ trợ độc lập cho khả năng thực tế ảo. Phần mềm này có sẵn cho các nhà phát triển và được phát hành vào năm 2016.

## Phần mềm gián điệp
Theo nhật báo New York Times, một phần mềm gián điệp cài trên một số điện thoại Android "Made in China" không chỉ đánh cắp tin nhắn cá nhân của người dùng, chúng còn theo dõi mọi chuyển động cũng như tất cả số điện thoại họ liên lạc. Một chiếc điện thoại có phần mềm này gửi tin nhắn về một máy chủ ở thành phố Thượng Hải đăng ký bởi Adups. Một nhà sản xuất điện thoại của Mỹ - BLU Products – cho biết 120.000 điện thoại của họ bị ảnh hưởng và công ty đã phải cập nhật lại firmware (phần mềm hệ thống) để loại bỏ tính năng do thám. Số lượng các thiết bị nhiễm mã độc trên toàn cầu hiện chưa thống kê được nhưng theo số liệu của Adups Technology, trên thế giới có hơn 700 triệu điện thoại, xe hơi và các thiết bị thông minh cài phần mềm của họ. Adups là đối tác cung cấp phần mềm cho hai nhà sản xuất điện thoại di động lớn nhất thế giới là ZTE và Huawei có trụ sở tại Trung Quốc.
Nhưng với sự nỗ lực thay đổi của Google. Ngày nay Android đã bảo mật hơn xưa. Với sự cho phép hoặc chặn quyền truy cập của ứng dụng hoặc chỉ cho phép ứng dụng truy cập quyền khi sử dụng ứng dụng.
Một số cách để bảo mật điện thoại Android bao gồm:
- Không cài đặt/sử dụng những ứng dụng đã crack từ bên ngoài.
- Không mở khóa bootloader thiết bị.
- Chỉ cài đặt ứng dụng trên Google Play Store. Hạn chế sử dụng phần mềm lạ, đánh giá thấp, yêu cầu quyền không hợp lệ (VD: Một ứng dụng nghe nhạc lại yêu cầu cấp quyền Vị trí hoặc Danh bạ, Camera...)